# Regionaler Naturpark Préalpes d’Azur

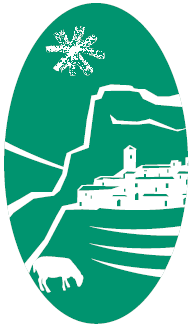
Logo des Naturparks

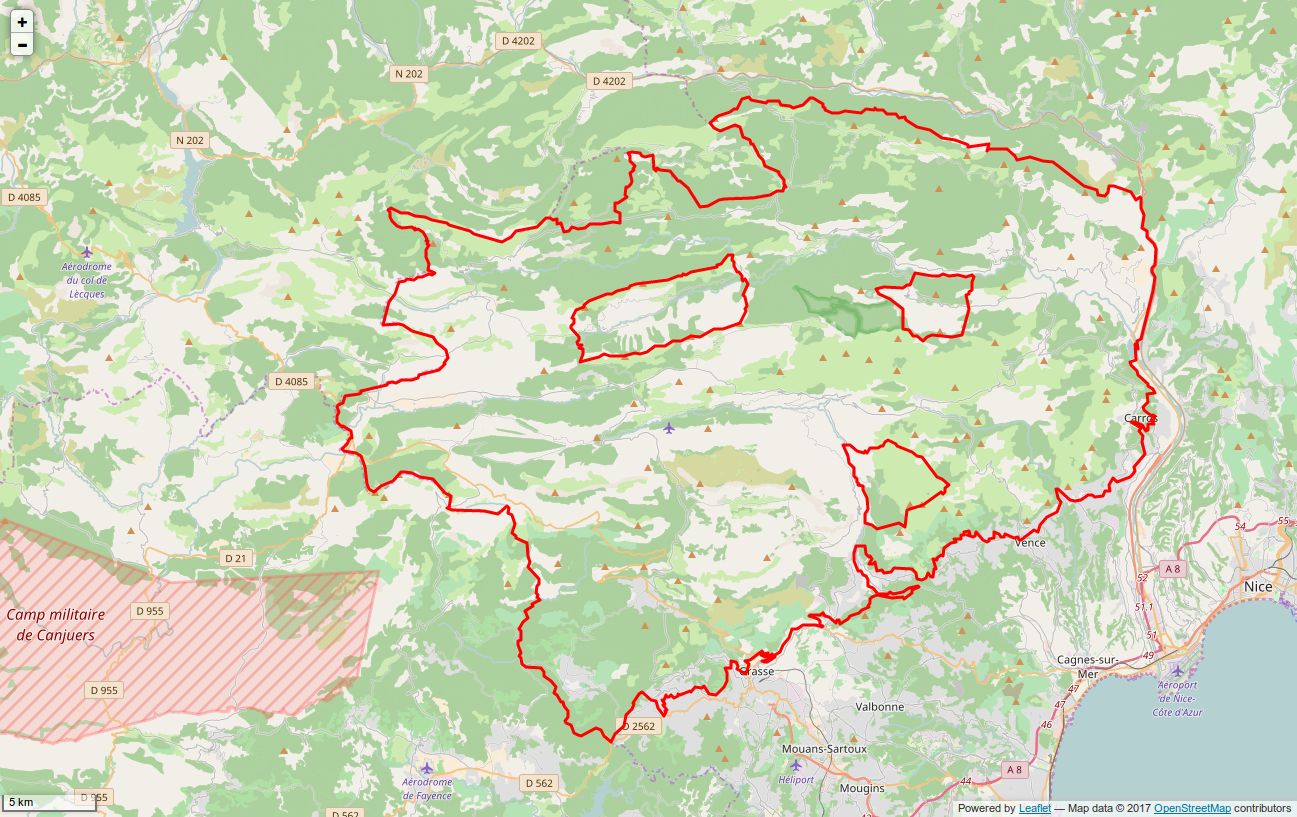
Lage des Parks

Der Regionale Naturpark Préalpes d’Azur liegt in der französischen Region Provence-Alpes-Côte d’Azur, im Département Alpes-Maritimes. Er erstreckt sich an der Côte d’Azur, in den Vorbergen der Seealpen nördlich von Grasse (französisch: Préalpes de Grasse).
Der Park befindet sich etwa zwischen den Städten
- Puget-Théniers im Norden,
- Saint-Martin-du-Var im Osten,
- Grasse im Süden und
- Castellane im Westen.

Er wird im Norden und Osten vom Fluss Var begleitet. An der westlichen Grenze des Naturparks schließt unmittelbar der benachbarte Regionale Naturpark Verdon an.

## Parkverwaltung
Die Gründung des Naturparks erfolgte am 30. März 2012. Der Park umfasst aktuell eine Fläche von rund 96.000 Hektar. Die Parkverwaltung mit dem „Maison du Parc“ hat ihren Sitz im Ort Saint-Vallier-de-Thiey (43° 41′ 49″ N, 6° 51′ 2″ O). 47 Gemeinden mit einem Einzugsgebiet von etwa 32.000 Bewohnern bilden den Park.

## Größere Orte im Park
- Carros
- Gattières
- Grasse
- Saint-Cézaire-sur-Siagne
- Saint-Jeannet
- Saint-Vallier-de-Thiey
- Tourrettes-sur-Loup
- Vence

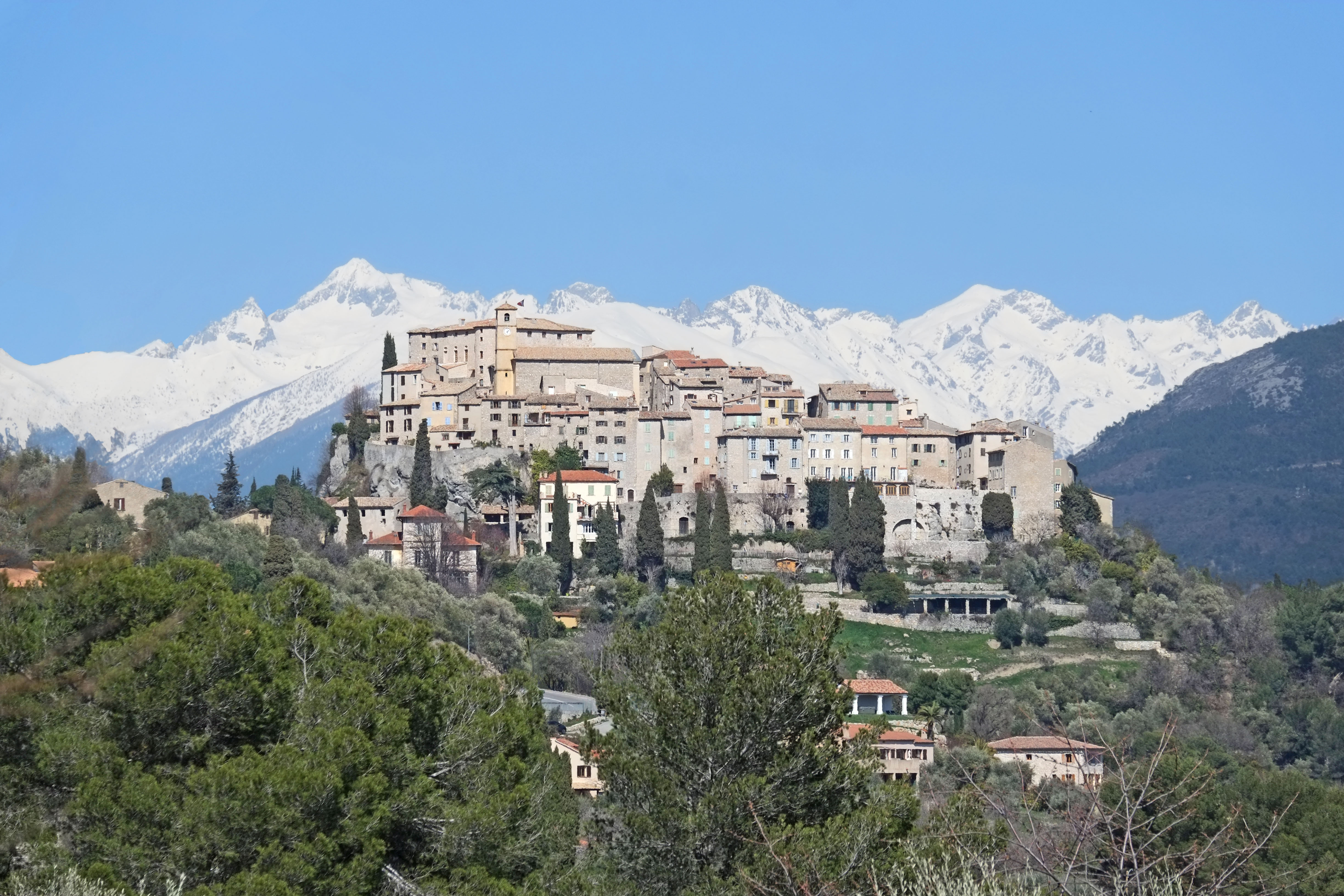
Die Altstadt von Carros mit den verschneiten Seealpen
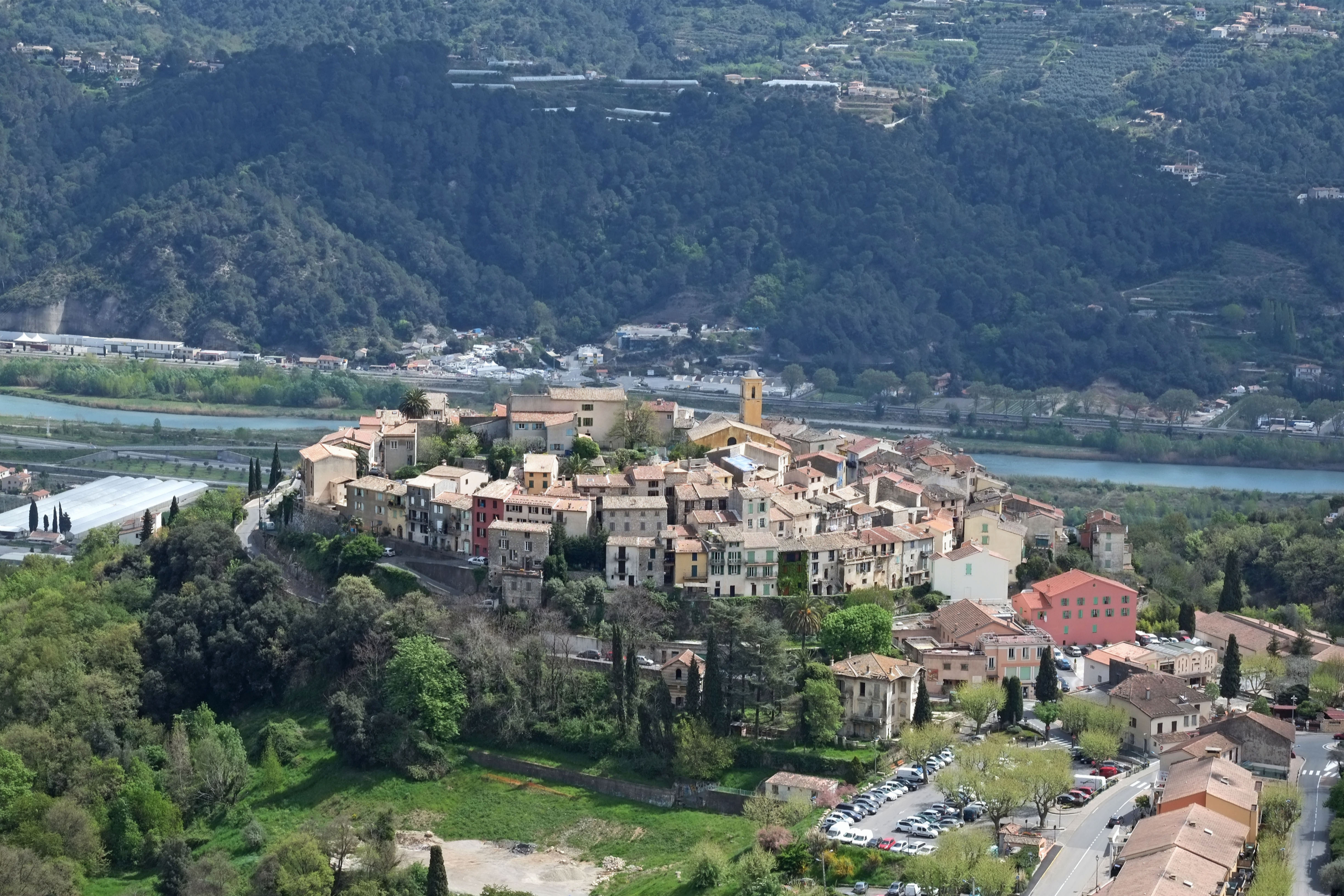
Gattières mit dem Fluss Var in Hintergrund
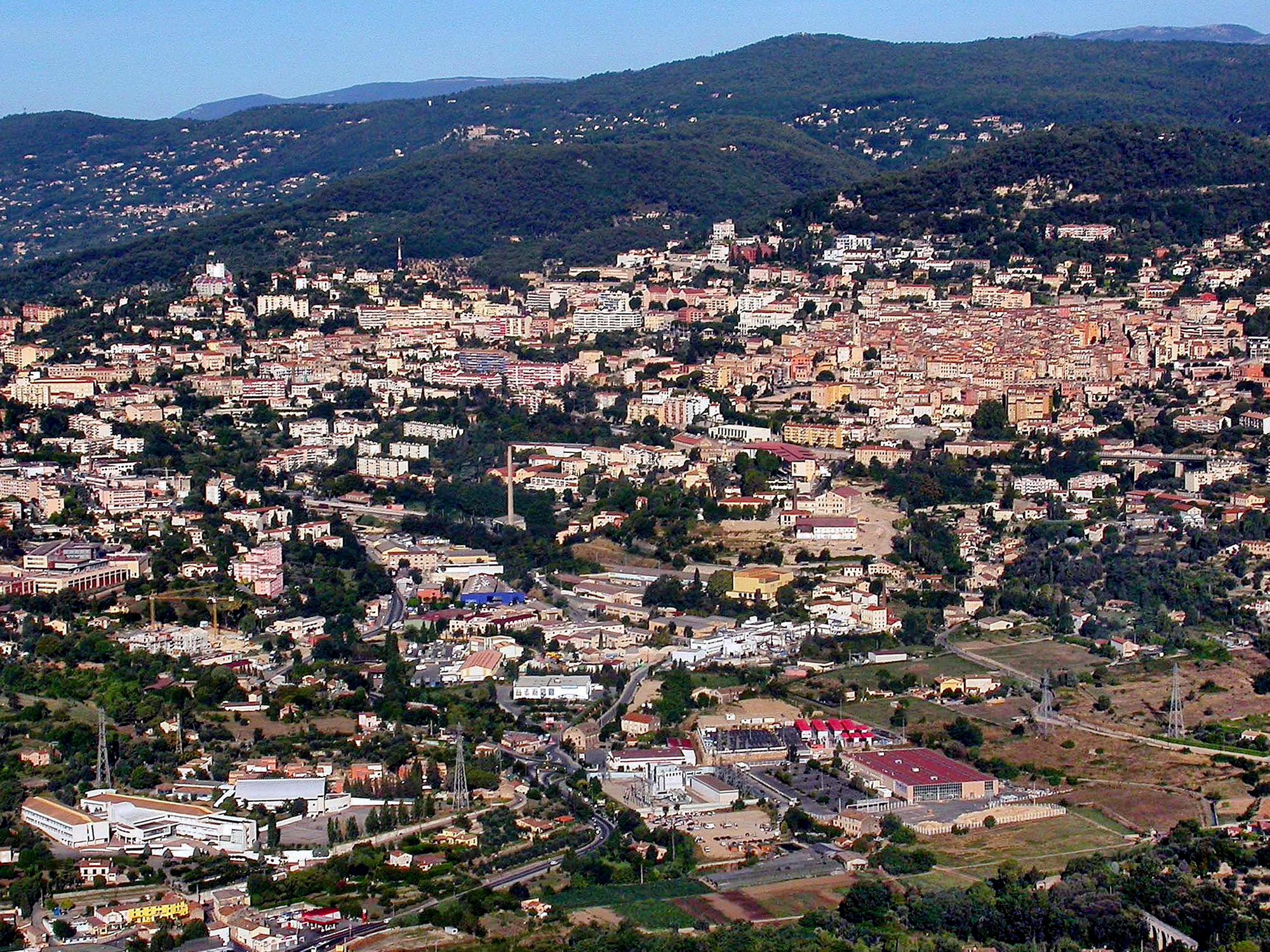
Luftbild von Grasse mit Blick gegen Nordwesten
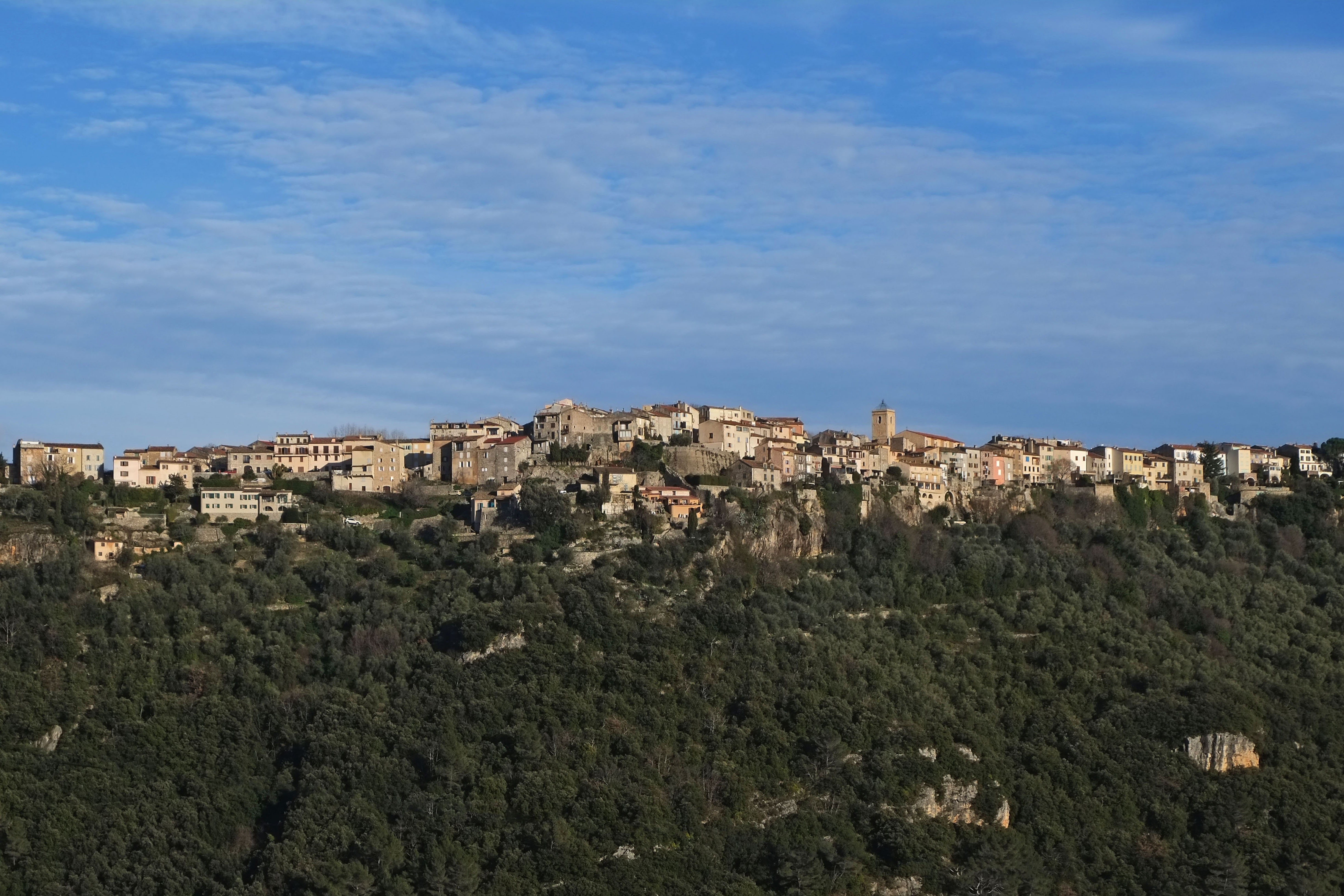
Saint-Cézaire-sur-Siagne über der Schlucht der Siagne
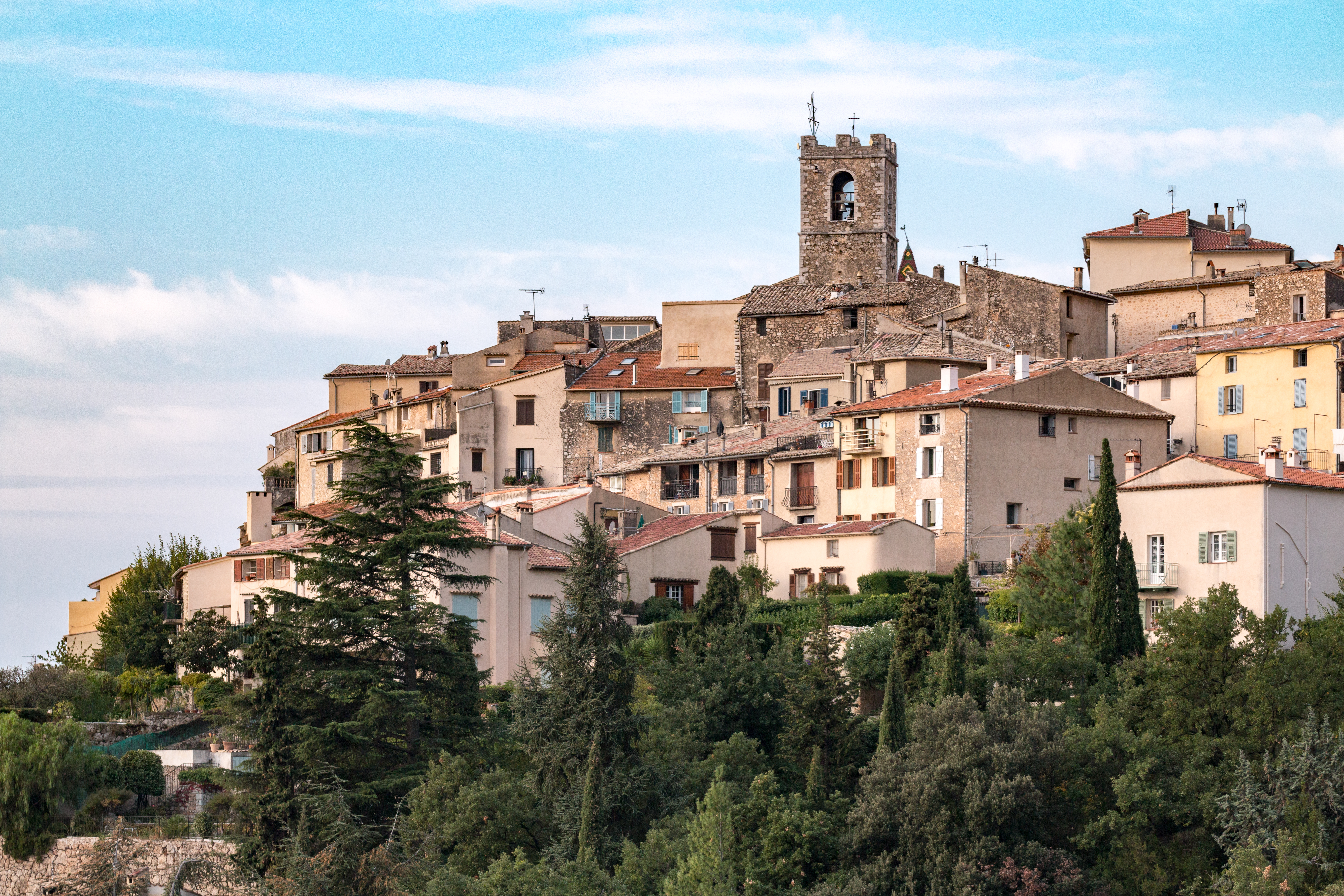
Die Altstadt von Saint-Jeannet
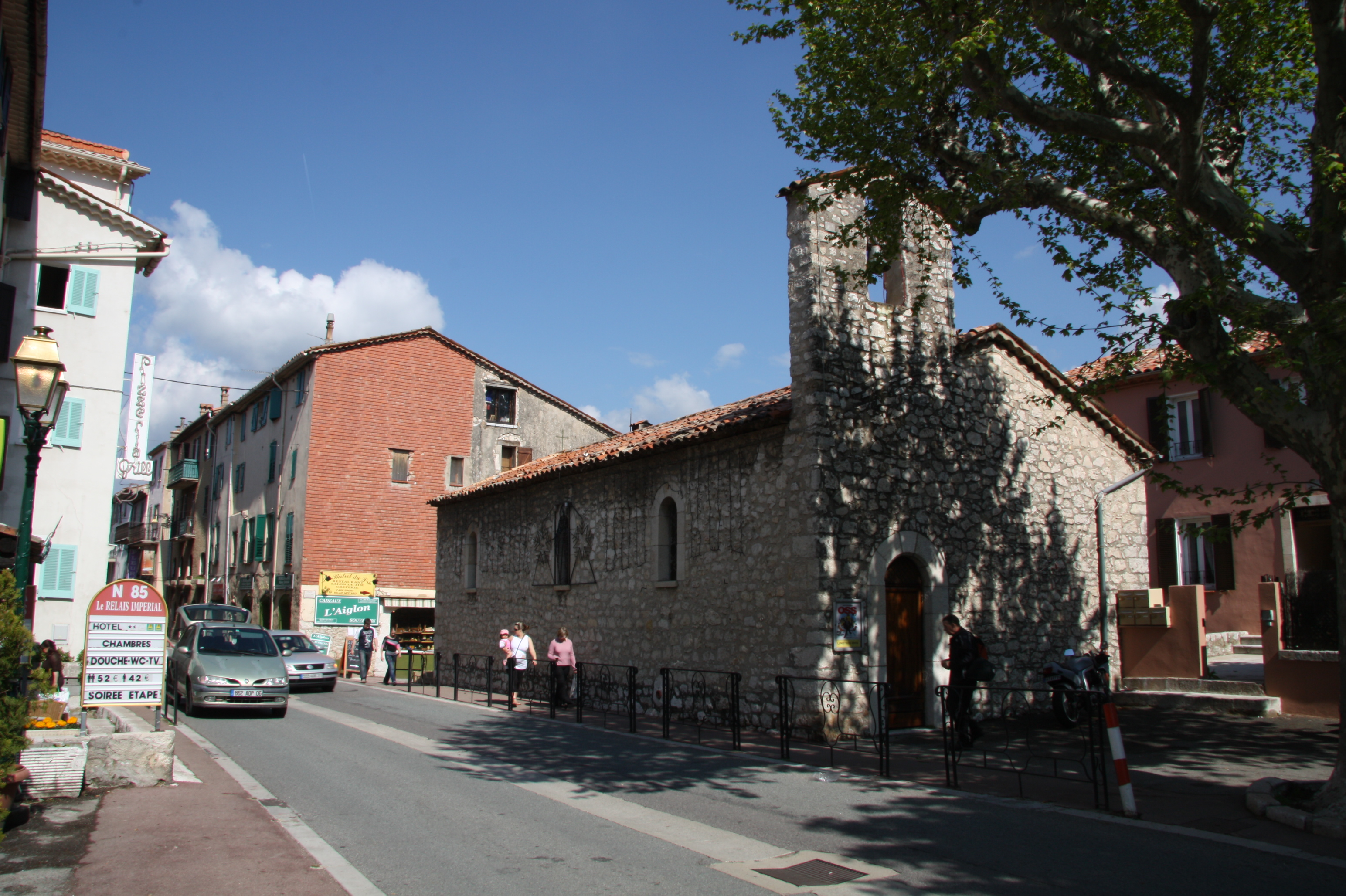
Kapelle Saint-Luce in Saint-Vallier-de-Thiey
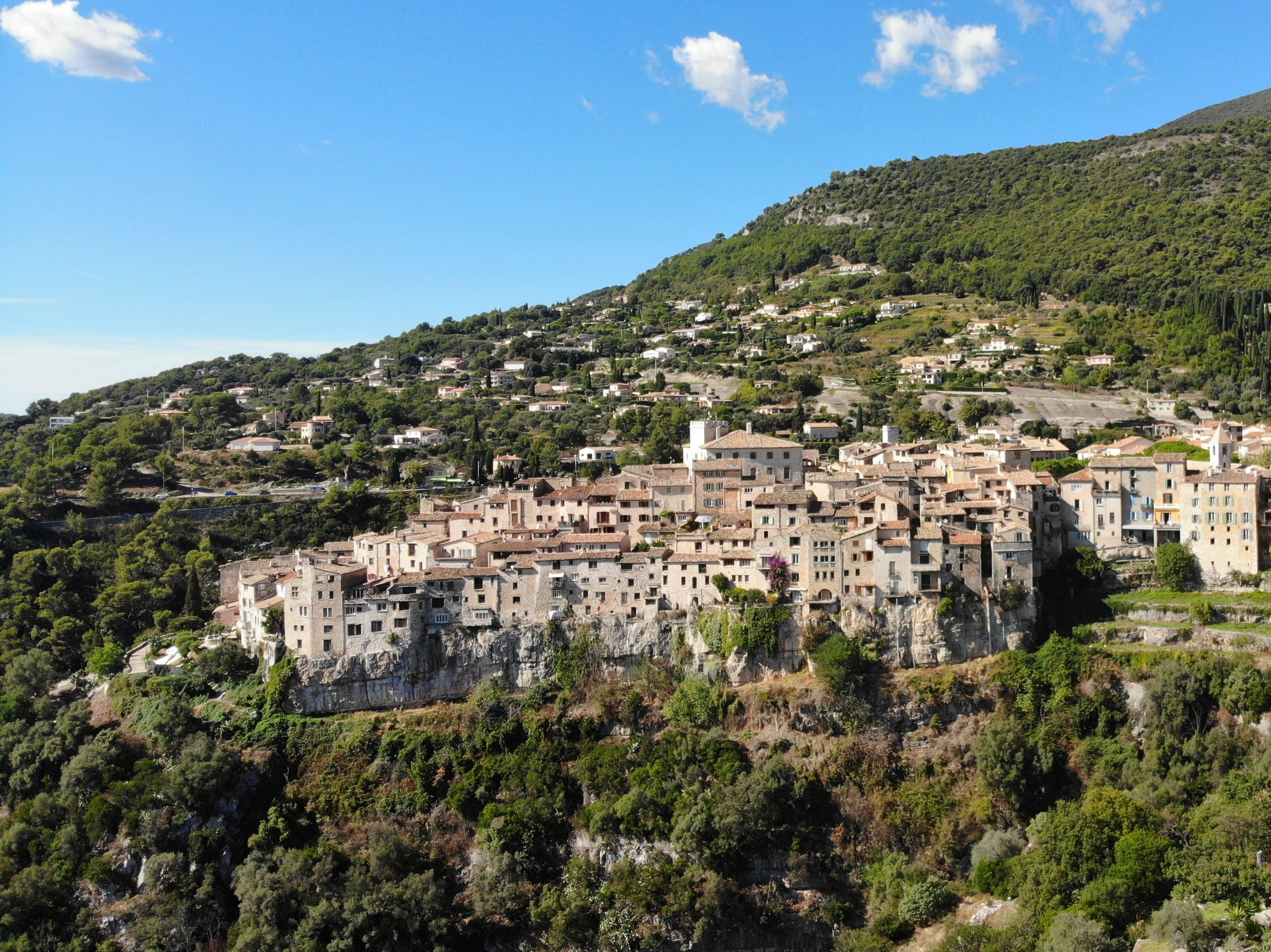
Blick auf Tourrettes-sur-Loup
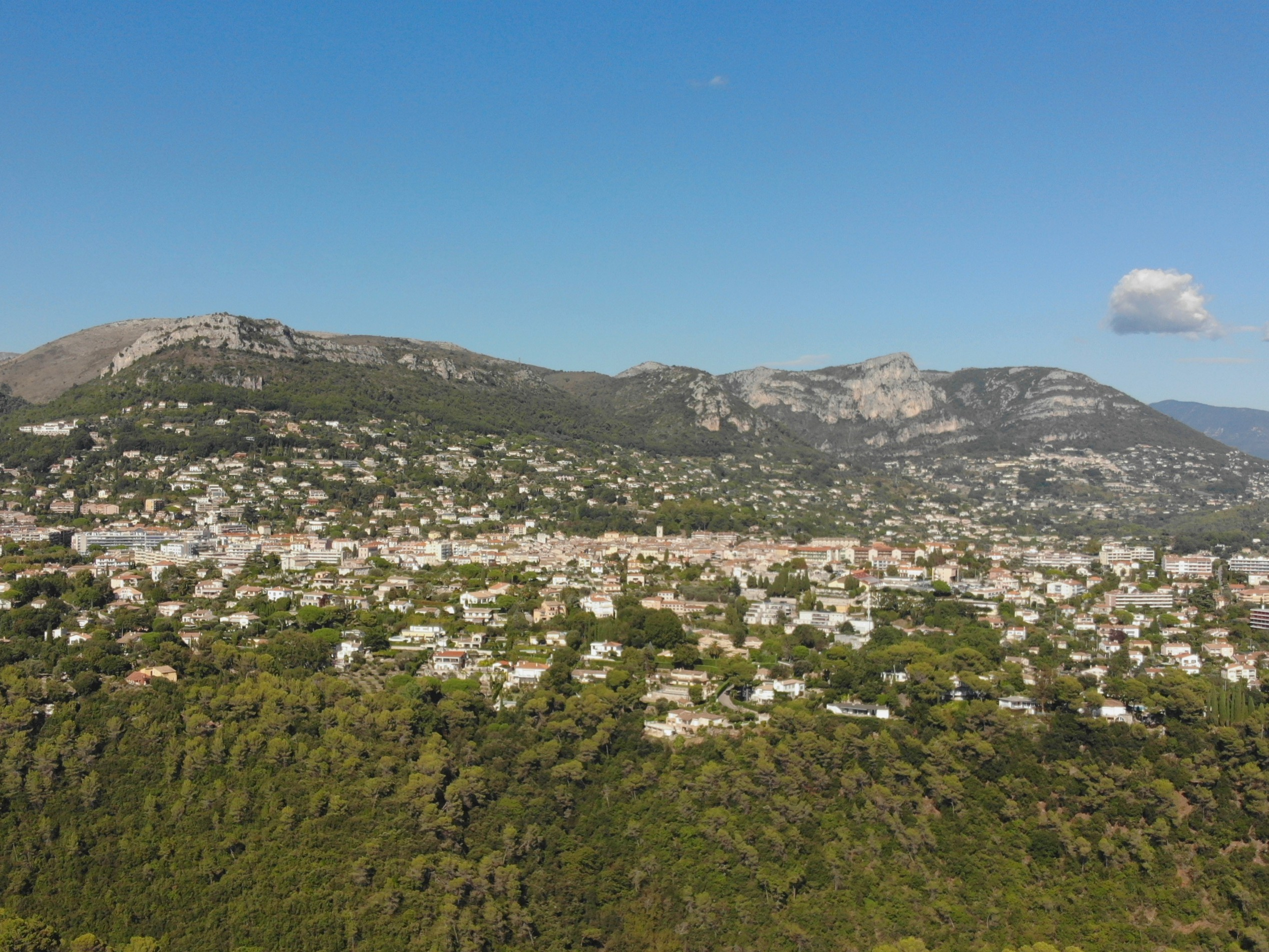
Vence, Blickrichtung Nordost

## Landschaften

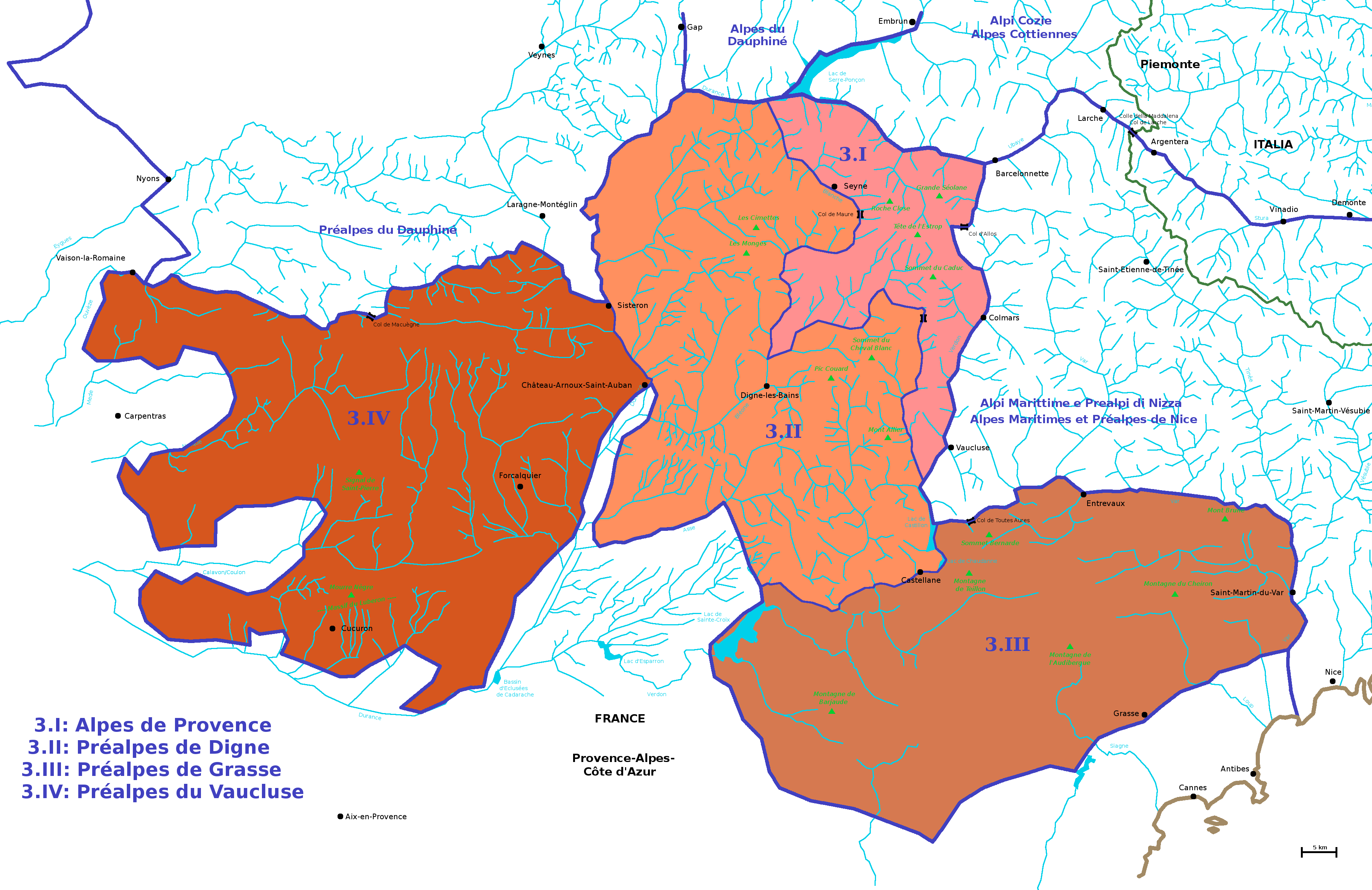
Die provenzalischen Voralpen

Der Naturpark befindet sich im Osten der Provenzalischen Voralpen, im Teilabschnitt Voralpen von Grasse. Das Gebiet steigt von der Küstenlandschaft an der Côte d’Azur in mehreren Stufen bis zu rund 1500 Meter Höhe in nördlicher Richtung an. Der geologische Aufbau besteht aus Kalkstein, was durch dessen Verwitterungs- und Erosionfähigkeit zu sehenswerten Landschaftsformen führt. Der Naturpark wird im Norden und Osten vom Fluss Var begrenzt, weiteren Flüsse durchqueren das Gelände, wie zum Beispiel der Estéron, der Loup, die Cagne oder die Lane.

### Stufe 1 – Randgebiet im Süden und Osten
Die Stufe 1 ist relativ schmal und umfasst überwiegend jene Gemeinden an der untersten Kante des Naturparks, die über dicht besiedelte Gebiete mit starker Industrialisierung verfügen, andererseits aber auch sehr naturnahe Räume aufweisen. Diese Gemeinden werden daher nur mit diesen Gemeindeteilen dem Naturpark zugeordnet. Es sind dies Grasse, Tourrettes-sur-Loup und Vence, sowie im unteren Var-Tal Saint-Jeannet, Gattières und Carros. Der Anstieg dieser Stufe bewegt sich von etwa 200 – 300 Metern (im Var-Tal auch weniger) bis auf 800 – 1000 Meter.

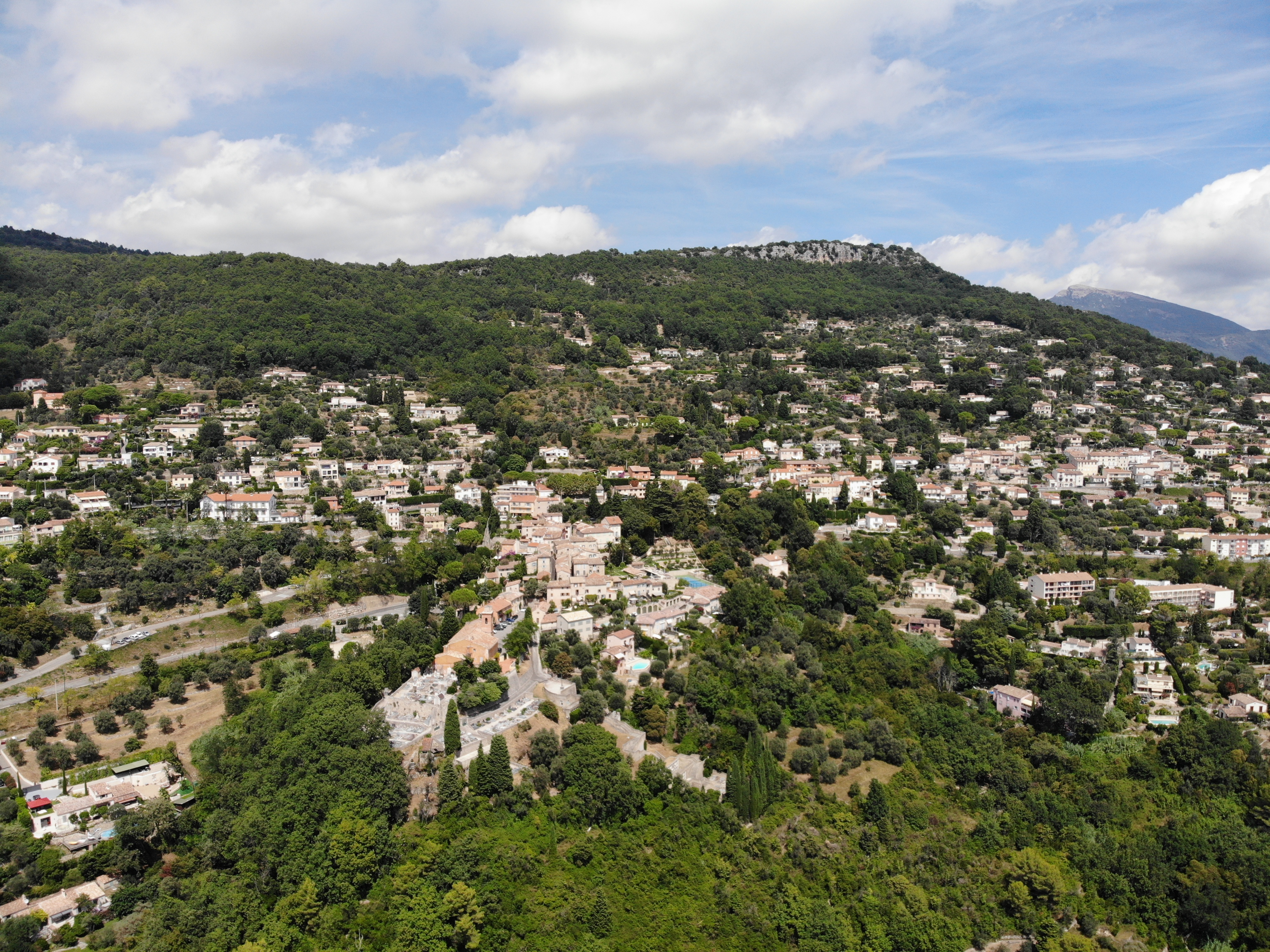
Die Ausläufer der Stufe 1 im Ortsteil Magagnosc, Gemeinde Grasse
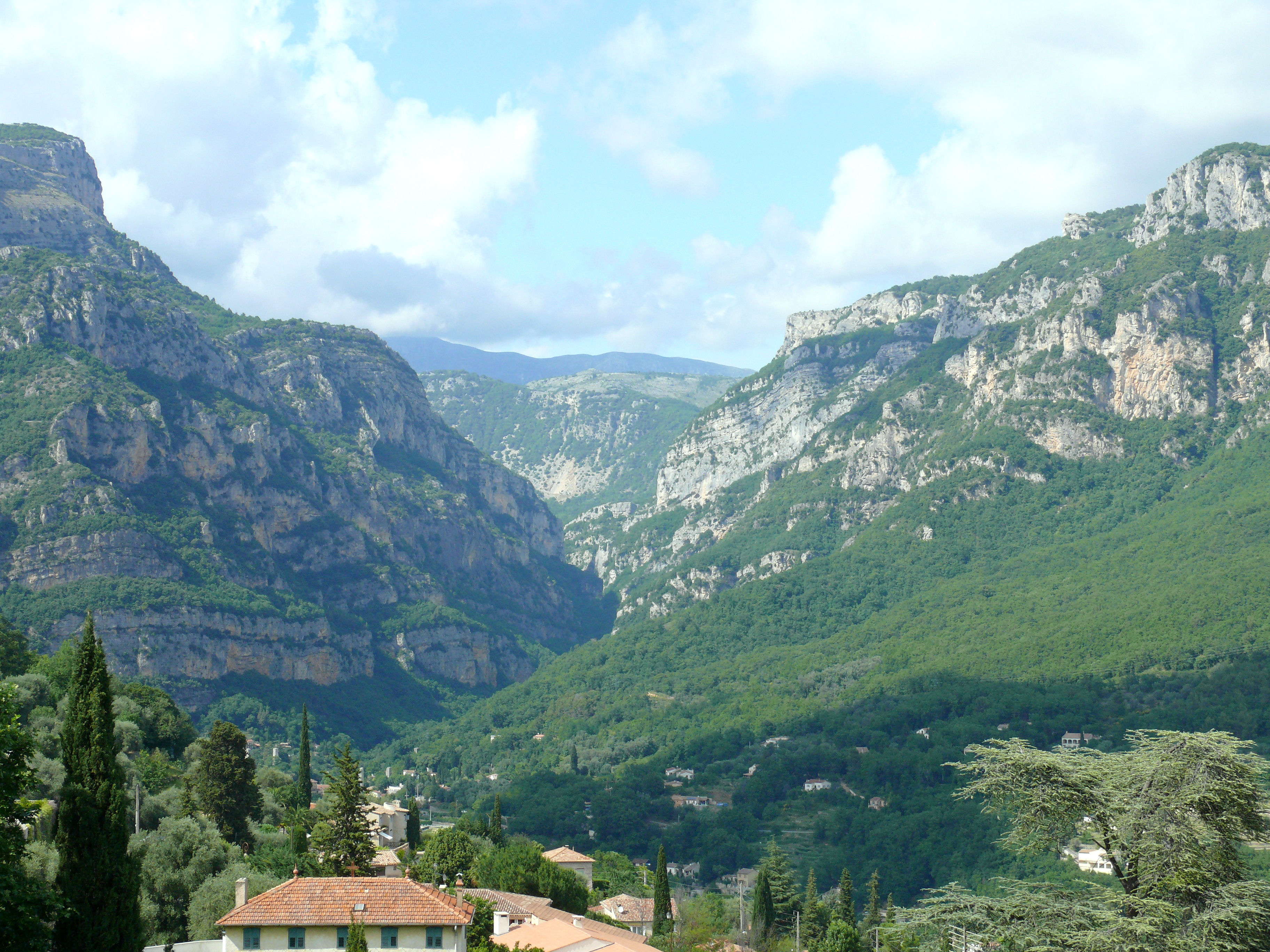
Die Schlucht Gorges du Loup
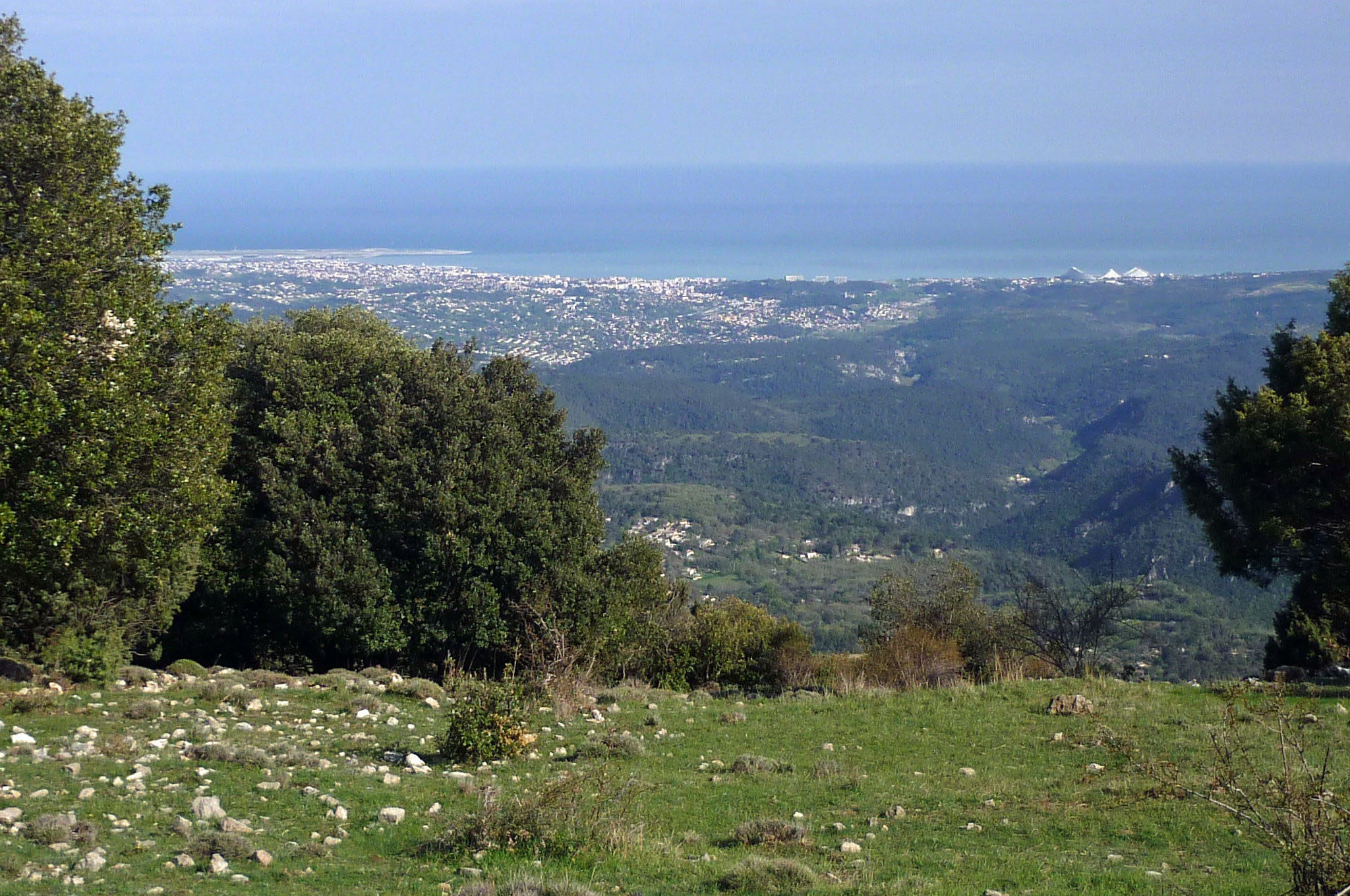
Tourrettes-sur-Loup, Blick zur Küste
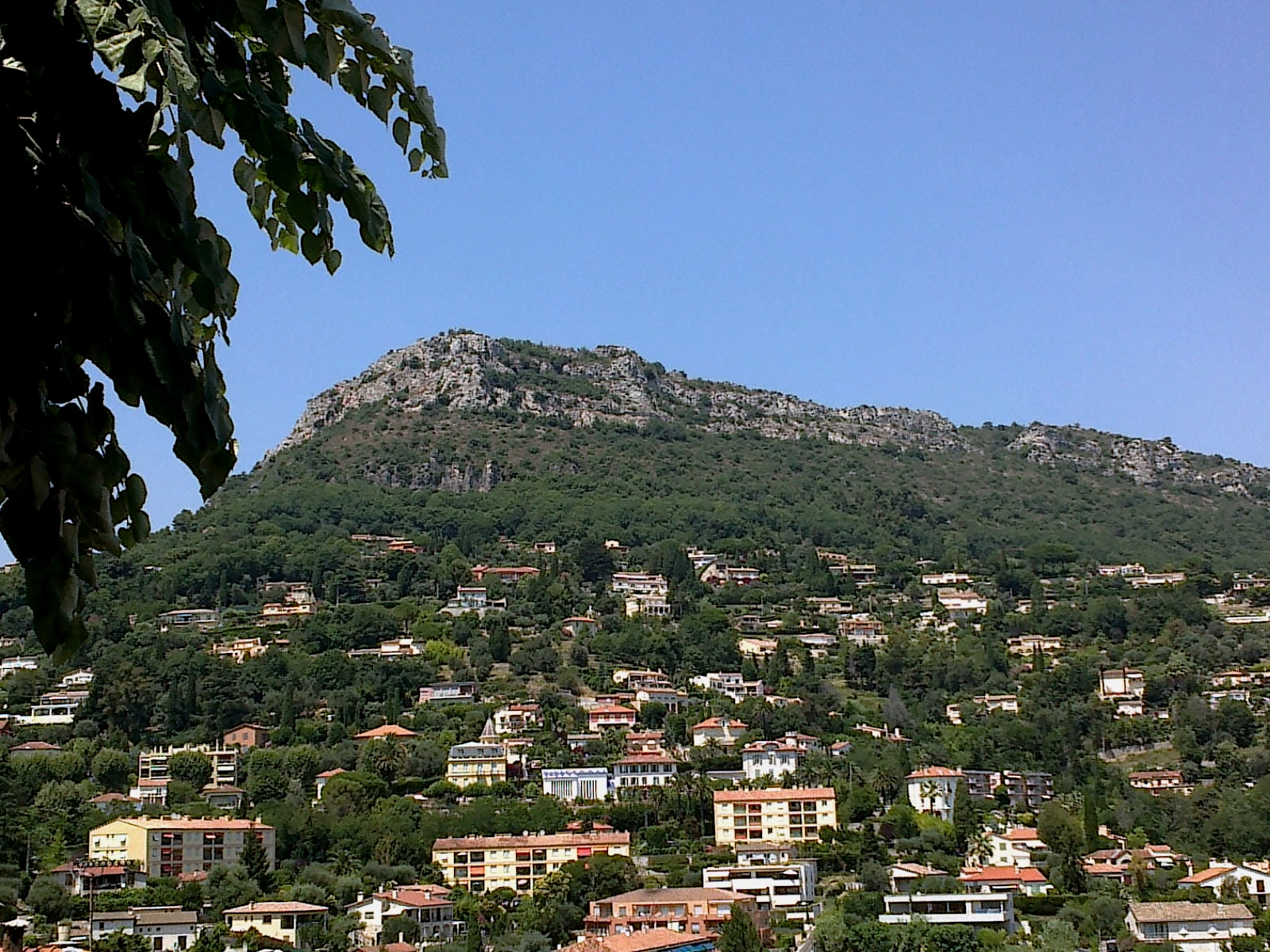
Vence, Blick auf den Berg Baou des Blancs
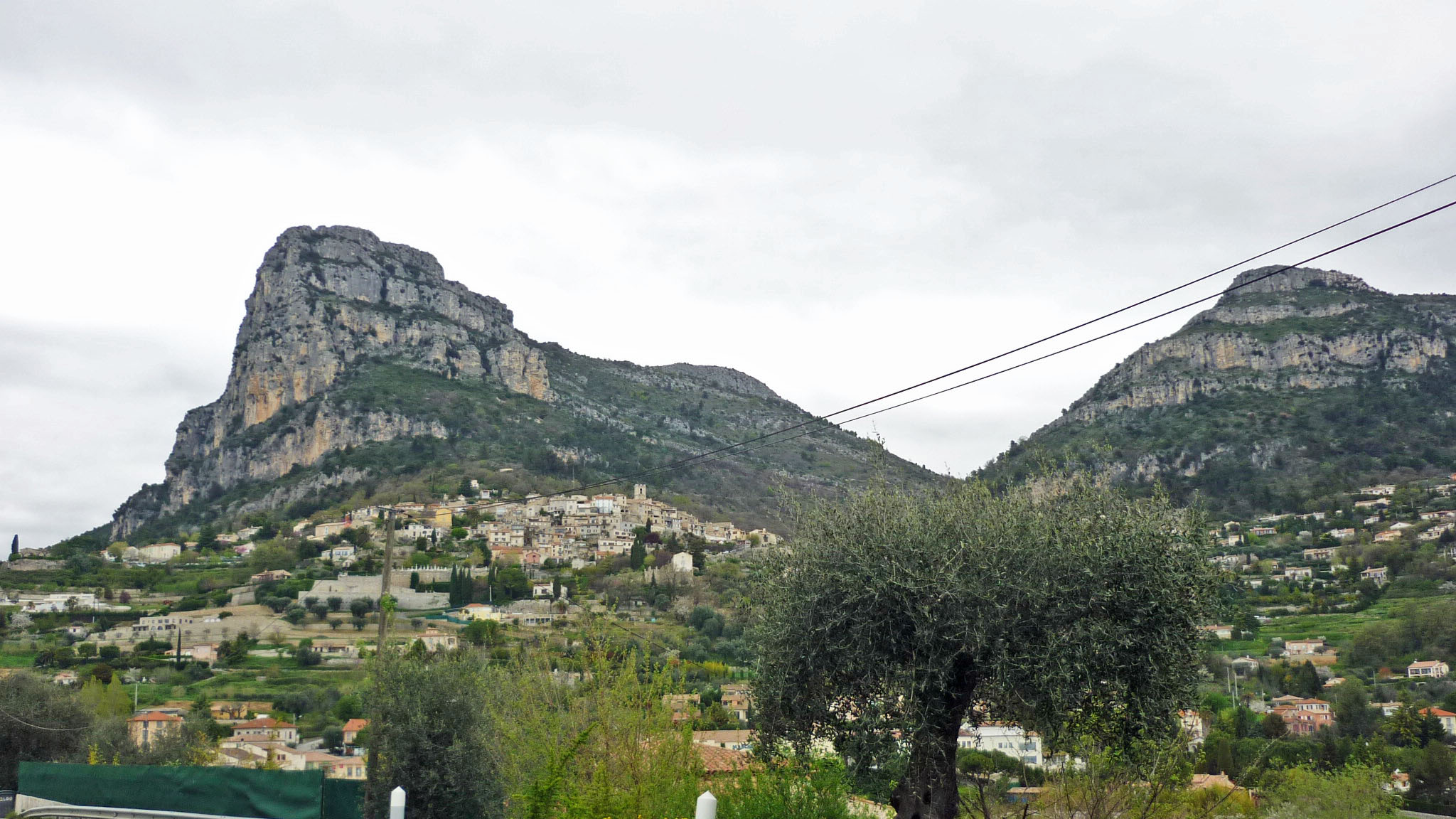
Der Berg Baou de Saint-Jeannet
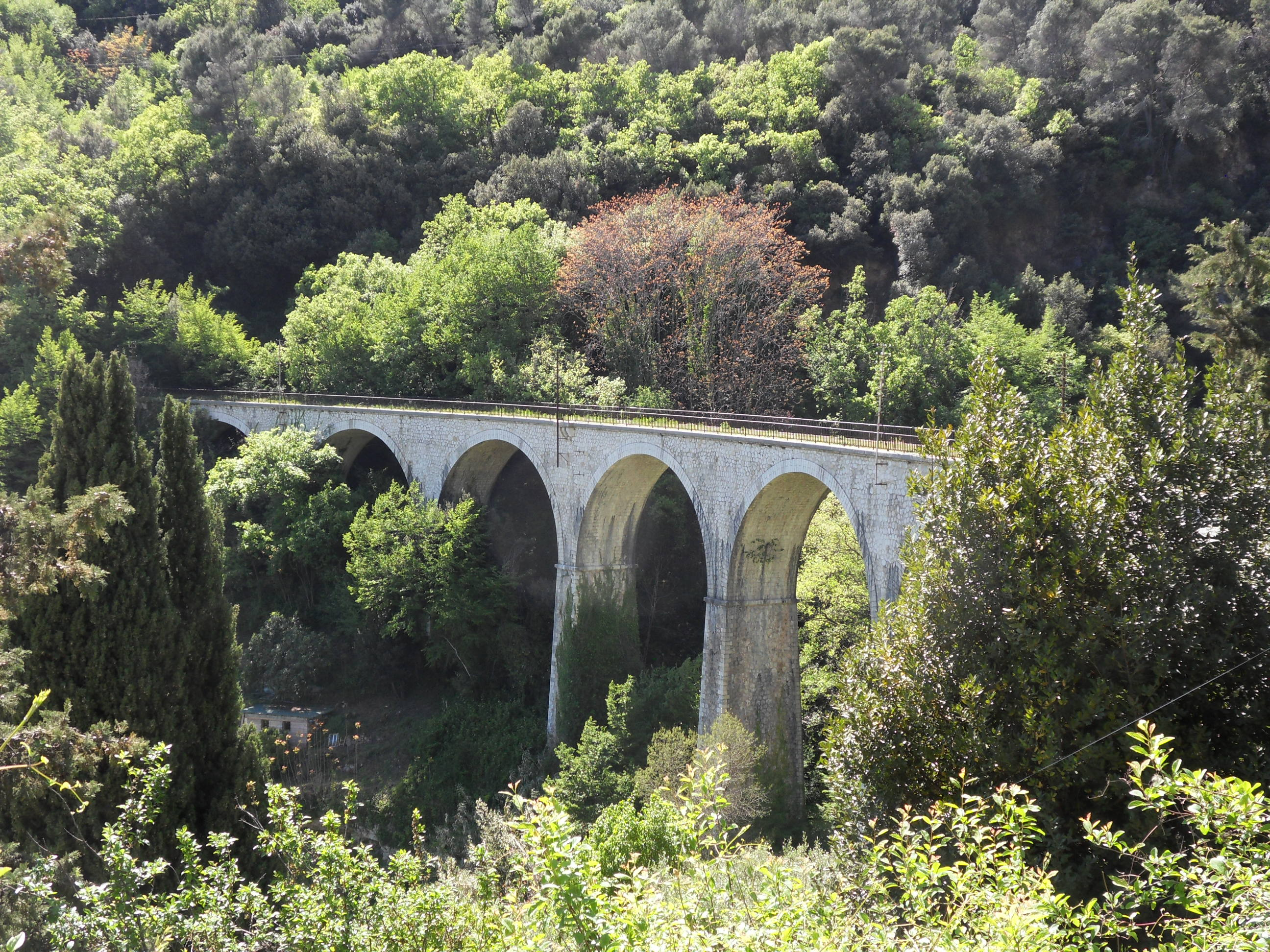
Saint-Jeannet, Viadukt über die Cagne
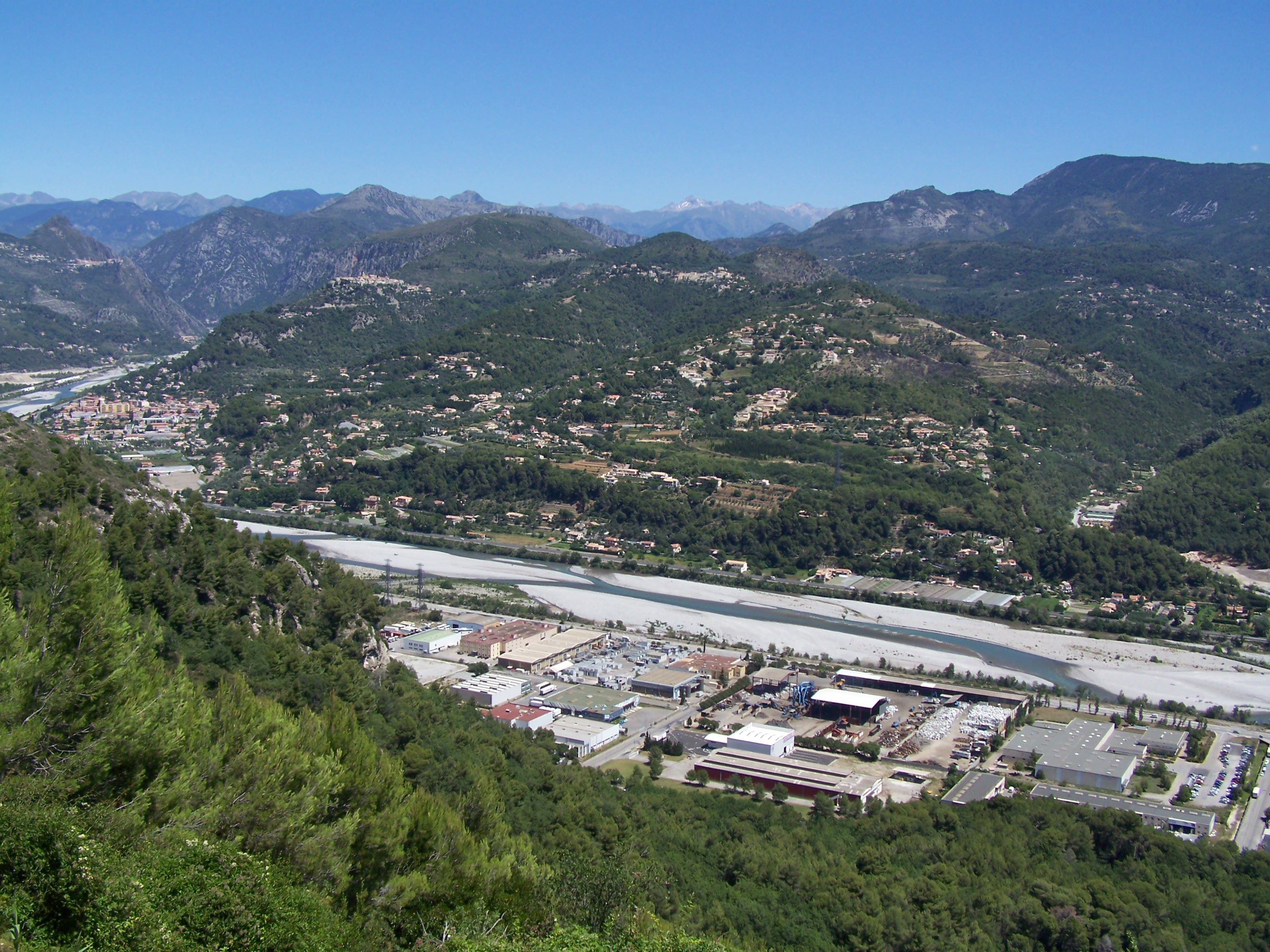
Carros, Blick ins Industriegebiet im Var-Tal
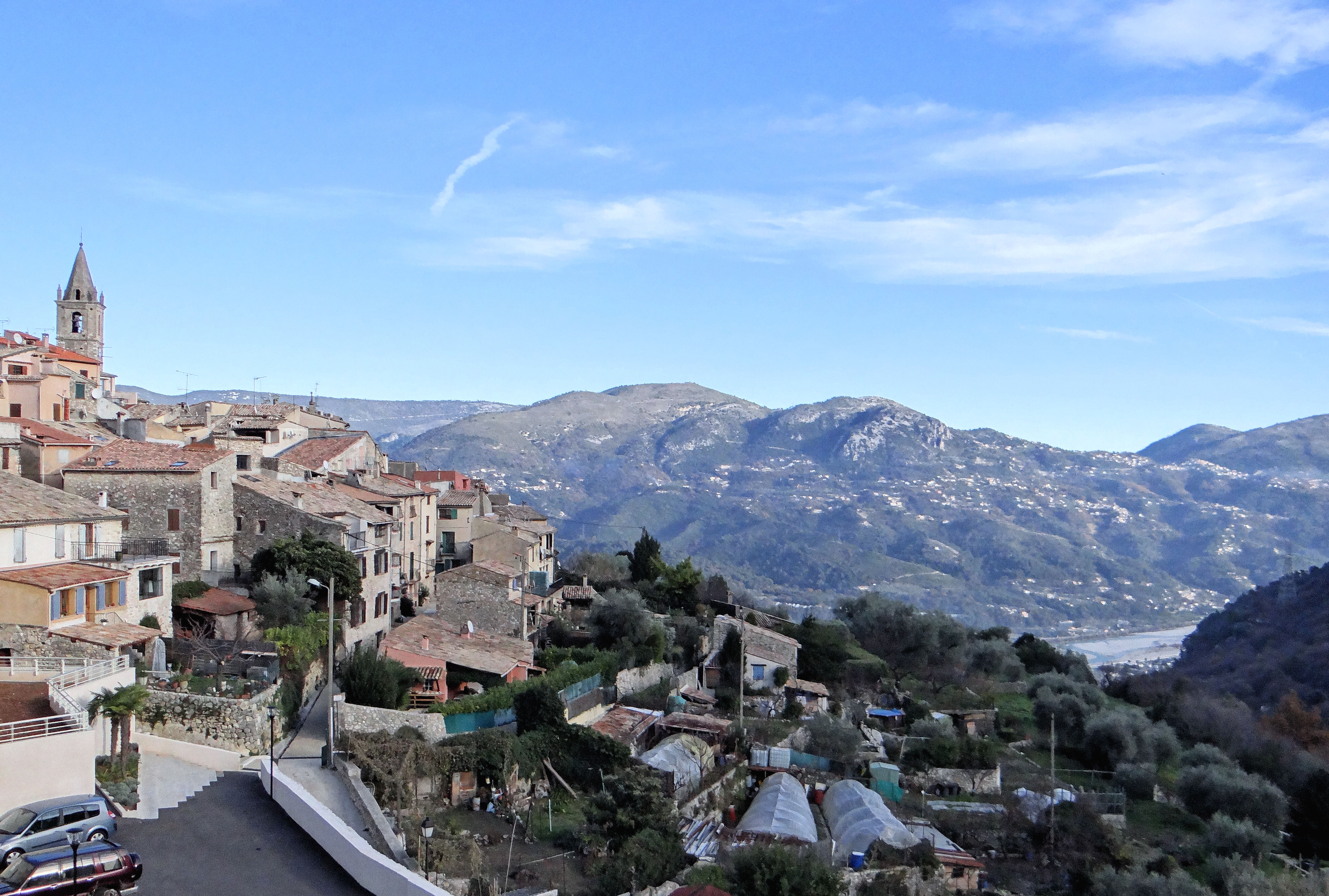
Le Broc, Blick ins Var-Tal

### Stufe 2 – Die Kalkplateaus
Die Stufe 2 umfasst einige Kalkplateaus in einer Höhenlage von etwa 1000 – 1200 Metern. Es sind dies das Plateau de Calern, das Plateau de Caussols und das Plateau de Saint-Bernabé. Sie werden vom Fluss Loup durchquert, der die sehenswerte Schlucht Gorges du Loup mit seinen Wasserfällen gebildet hat und auf diesem Weg zur Stufe 1 durchbricht.

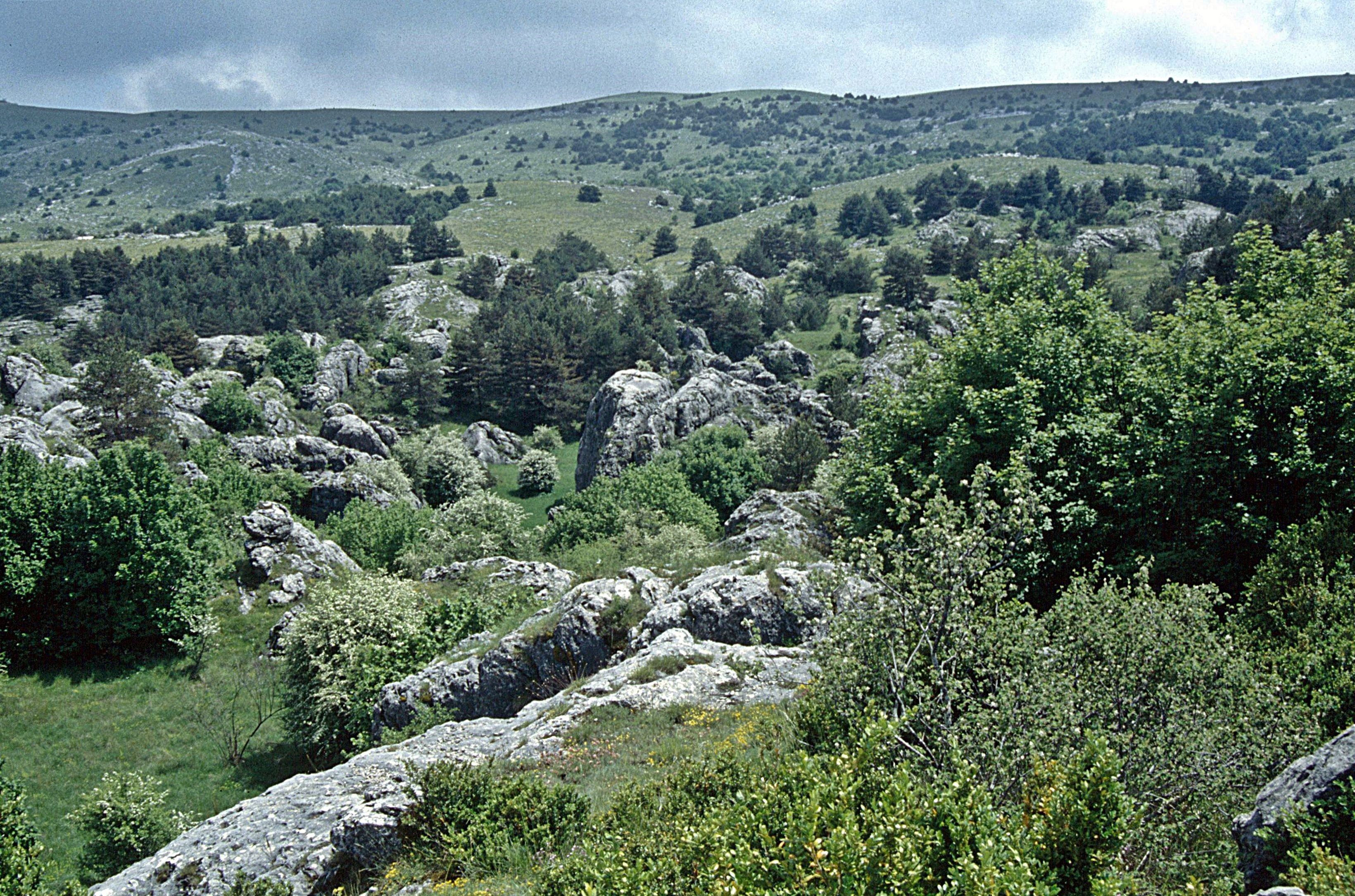
Plateau de Caussols
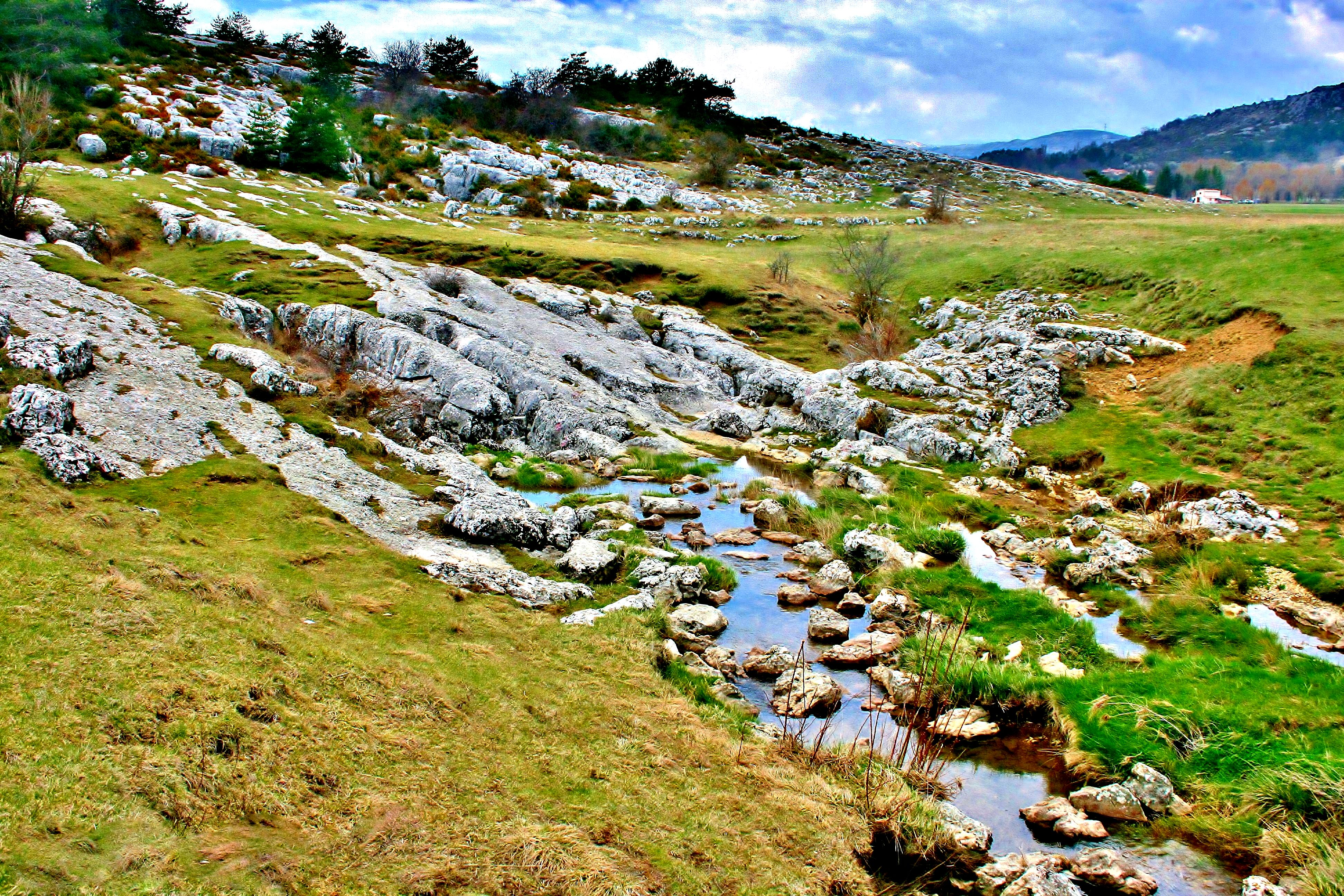
Caussols, bei der Höhle Gouffre de l’Embut
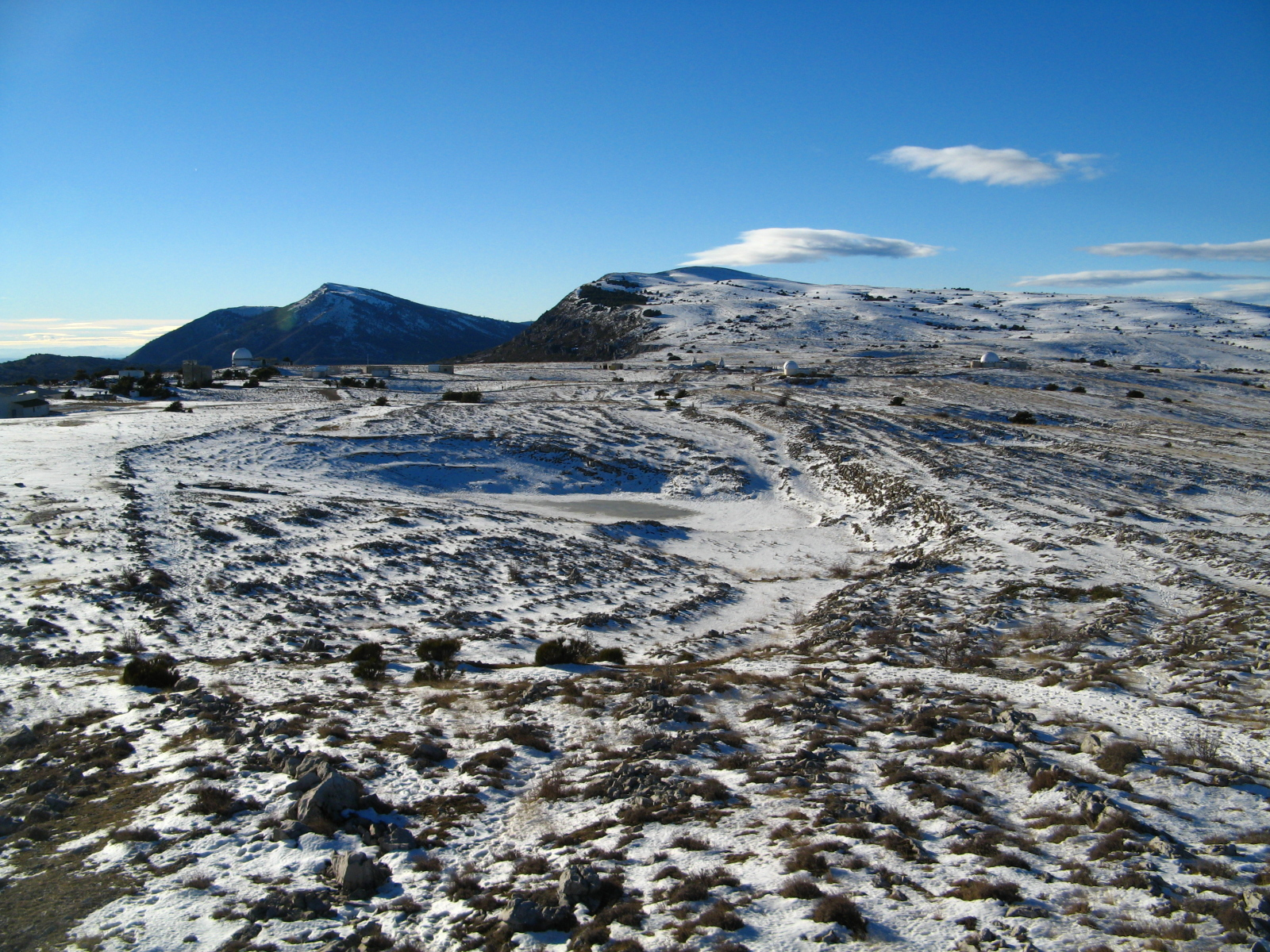
Plateau de Calern mit Observatorium
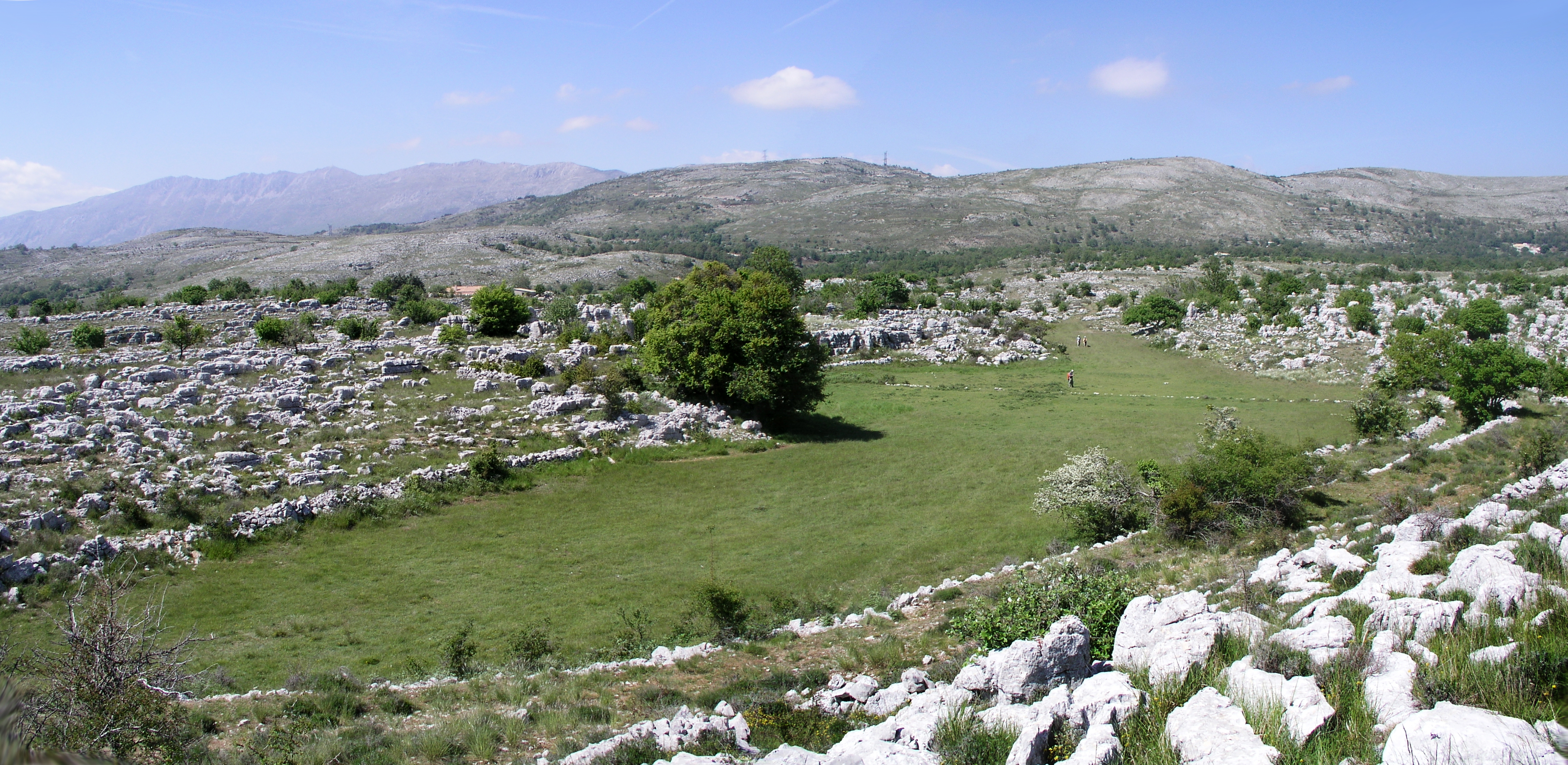
Plateau de Saint-Barnabé

### Stufe 3 – Aussichtsplattform im Südwesten
Die Stufe 3 liegt westlich der Stufe 1. Sie ist eine hügelige Gegend mit Höhen von 500 – 700 Metern und bietet interessante Ausblicke auf die Côte-d’Azur und die Meeresküste. Im Norden wird die Landschaft von den Bergzügen Montagne d’Audibergue und Montagne de Thiey mit Höhen von etwa 1600 Metern begrenzt. Hier entspringt auch der Fluss Siagne, der im weiteren Verlauf an der westlichen Grenze des Naturparks gegen Süden entwässert. Das Gebiet wird touristisch von der Route Napoléon erschlossen.

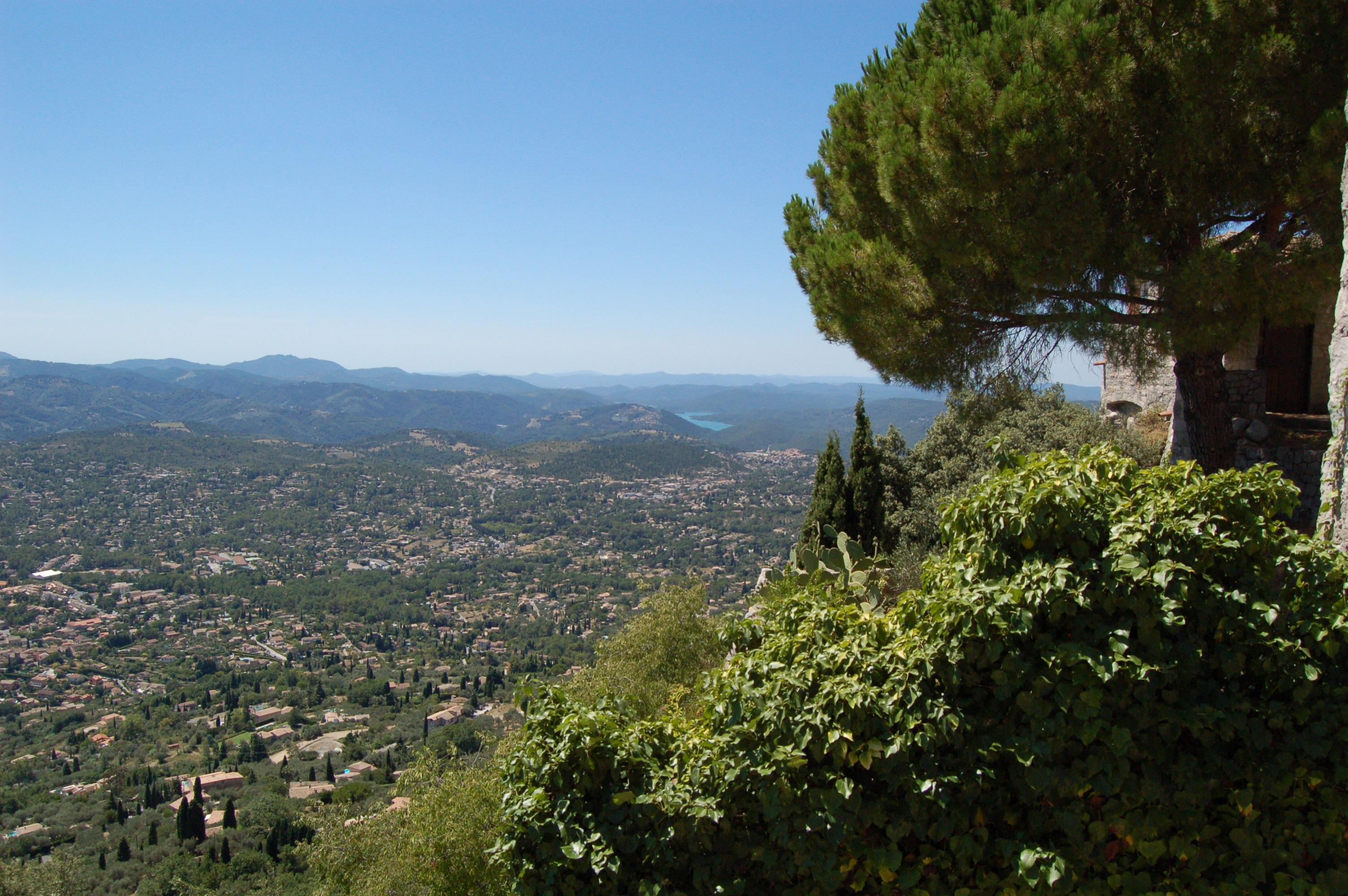
Blick von Cabris zum Stausee Lac de Saint-Cassien des Flusses Biançon
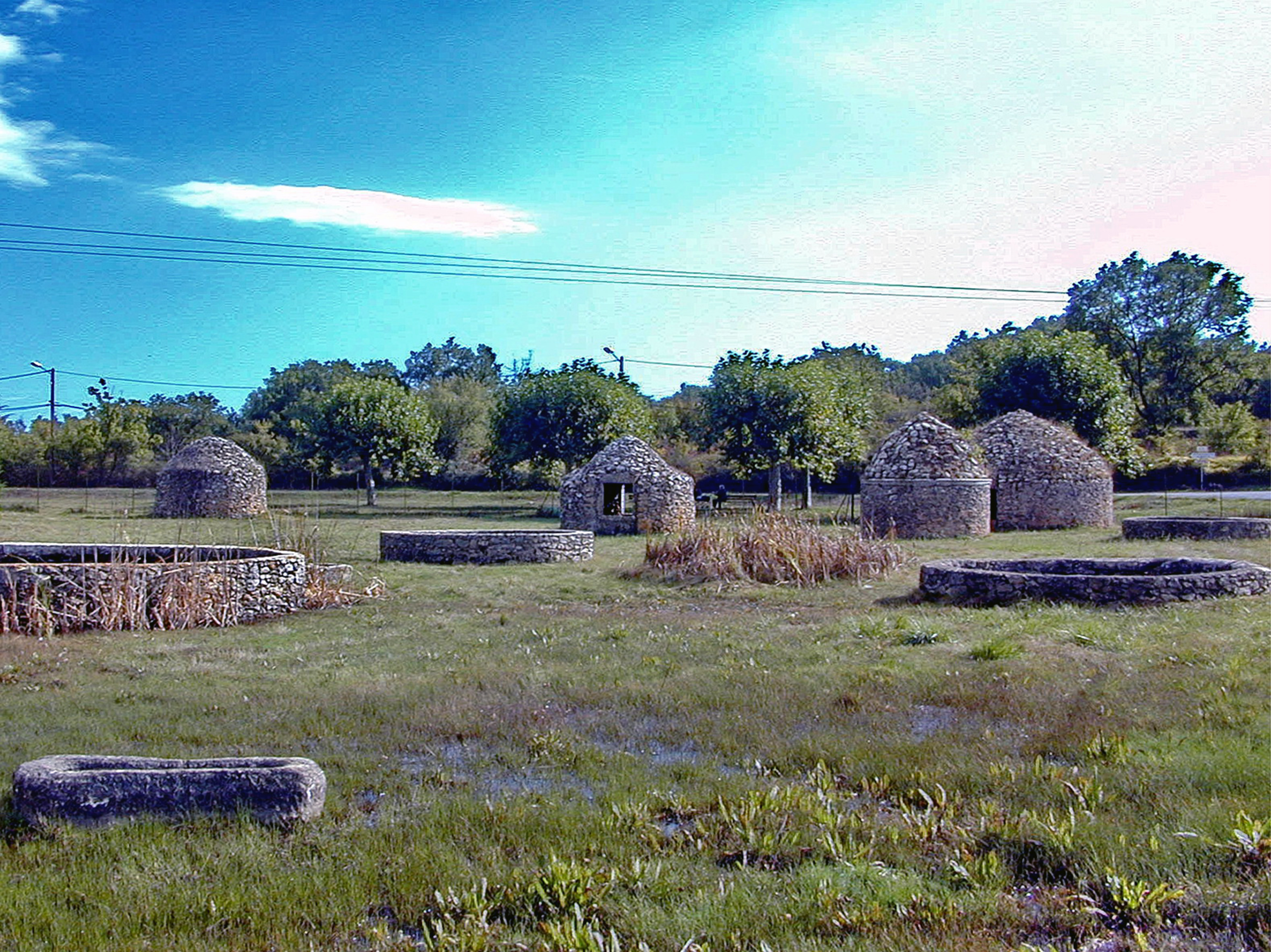
Historische Zisternen (Puits de la Vierge) in Saint-Cézaire-sur-Siagne
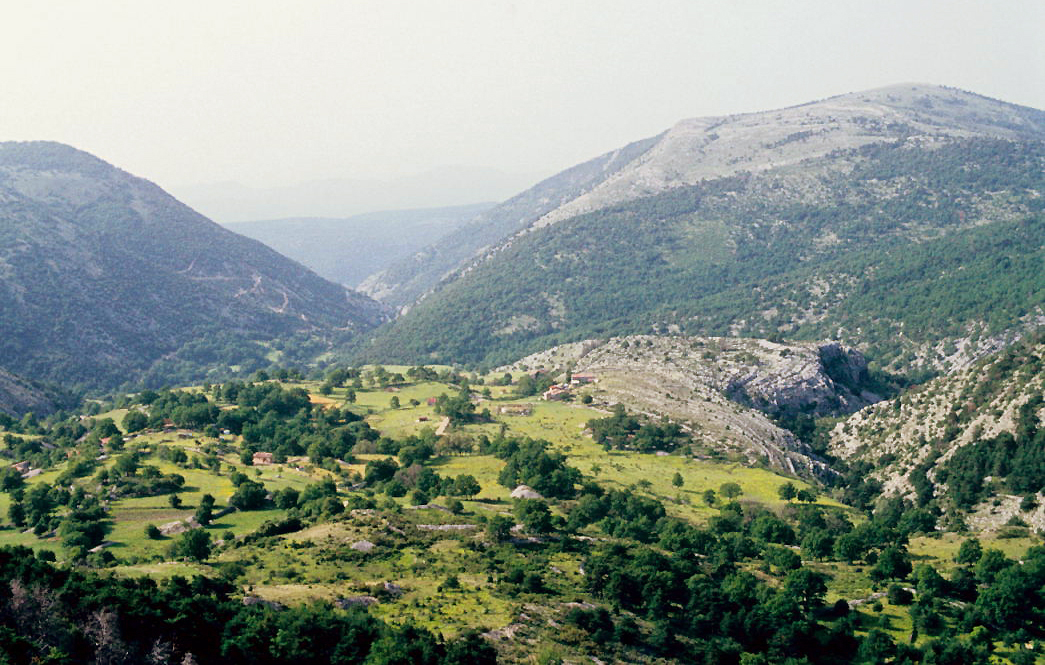
Die Landschaft um Saint-Vallier-de-Thiey
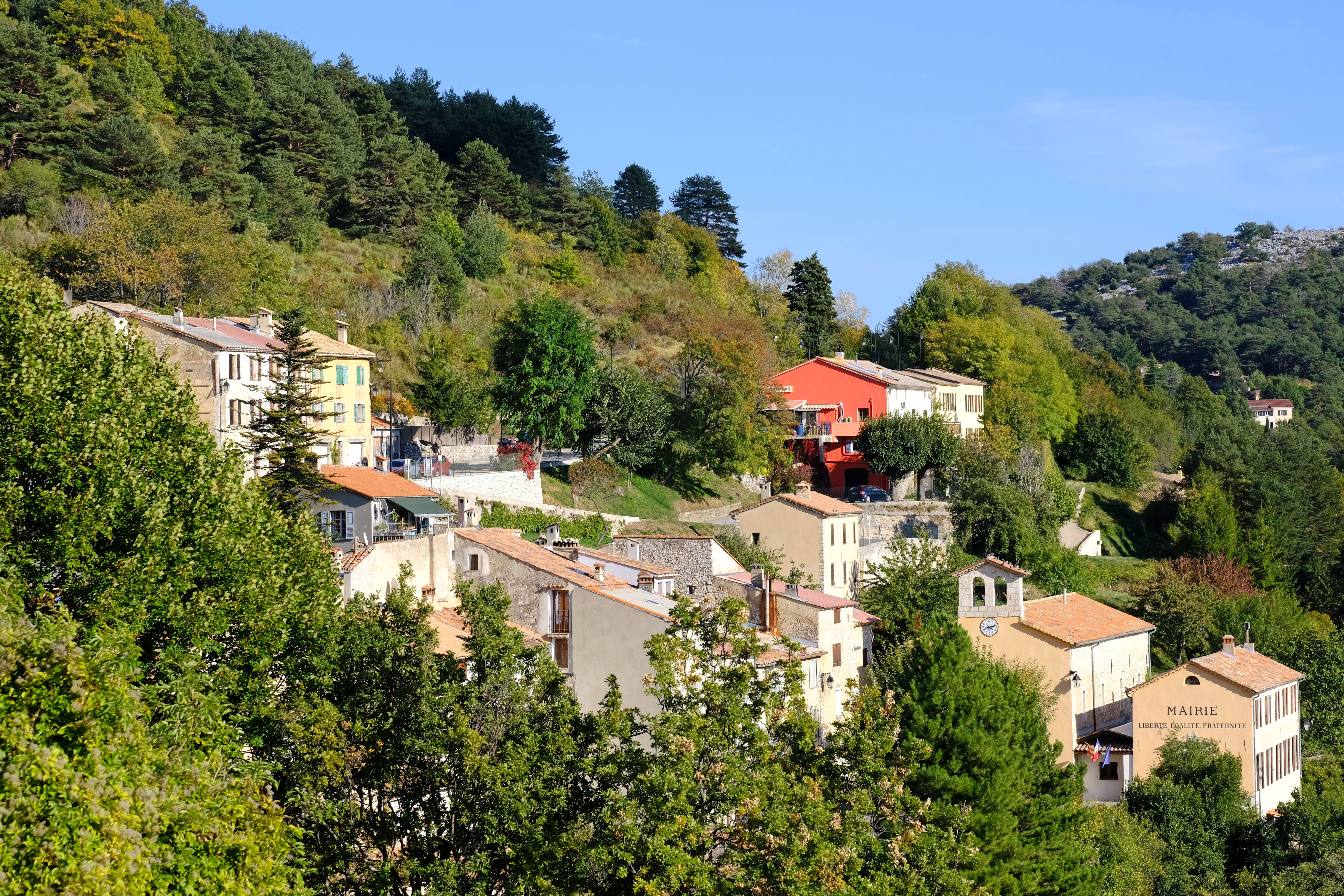
Escragnolles an der Route Napoléon

### Stufe 4 – Die Landschaft um den Mont Cheiron
Die Stufe 4 schließt im Norden an die Stufen 2 und 3 an und hat in ihrem Zentrum die Bergkette Montagne du Cheiron mit einer Gipfelhöhe von 1778 Metern. Im Westen des Gebietes verläuft der Fluss Lane, der in westlicher Richtung zum Artuby entwässert. Etwas südlich davon entspringt der Fluss Loup, der zunächst nach Osten verläuft, dann aber nach Süden dreht und dort die Stufe 2 erreicht. Im östlichen Teil entspringt der Fluss Cagne, der zunächst die Stufe 2 durchquert und bei Saint-Jeannet den Naturpark verlässt. Im äußersten Westen trifft das Gebiet bei Le Broc, das teilweise bereits im Var-Tal liegt, auf die Stufe 1.

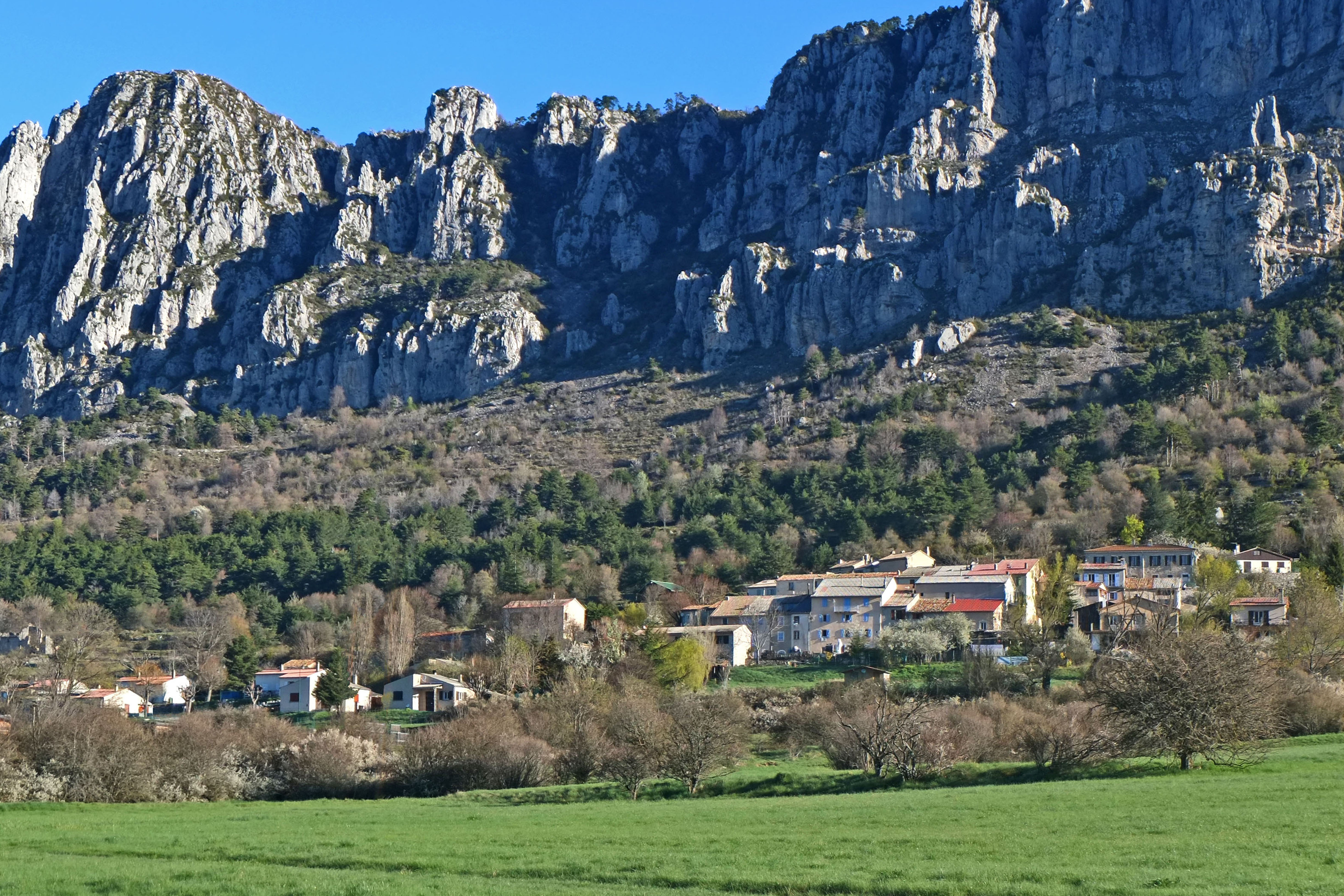
Séranon mit dem Massiv Défens de la Montagne
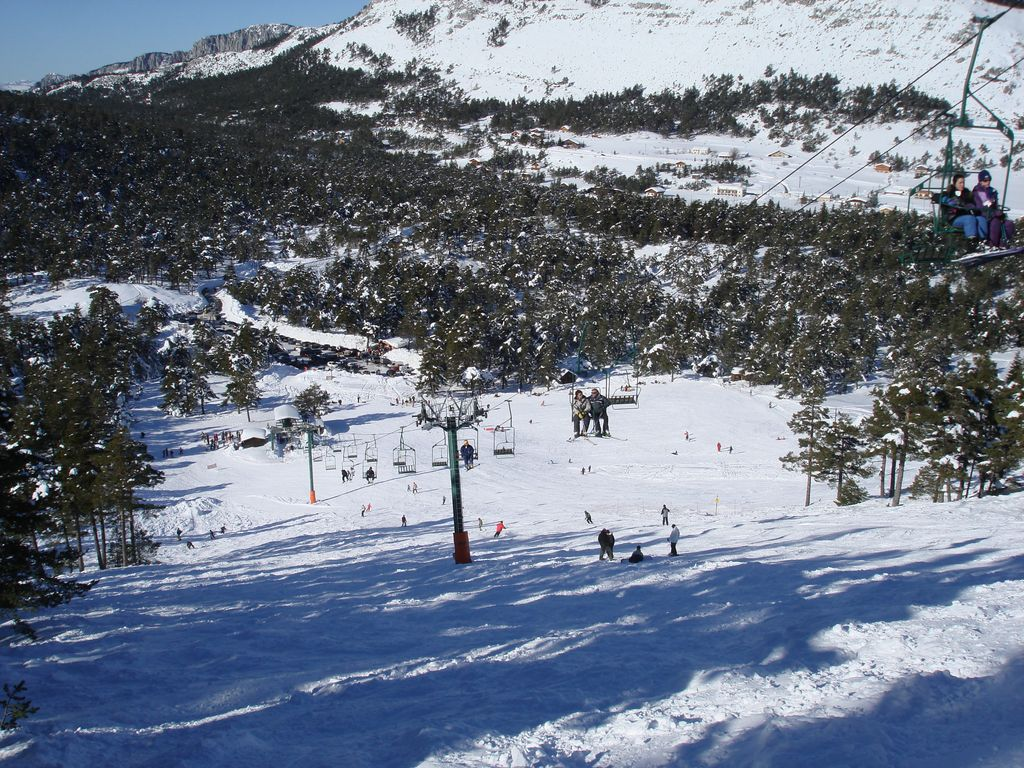
Die Skistation Moulière bei Caille
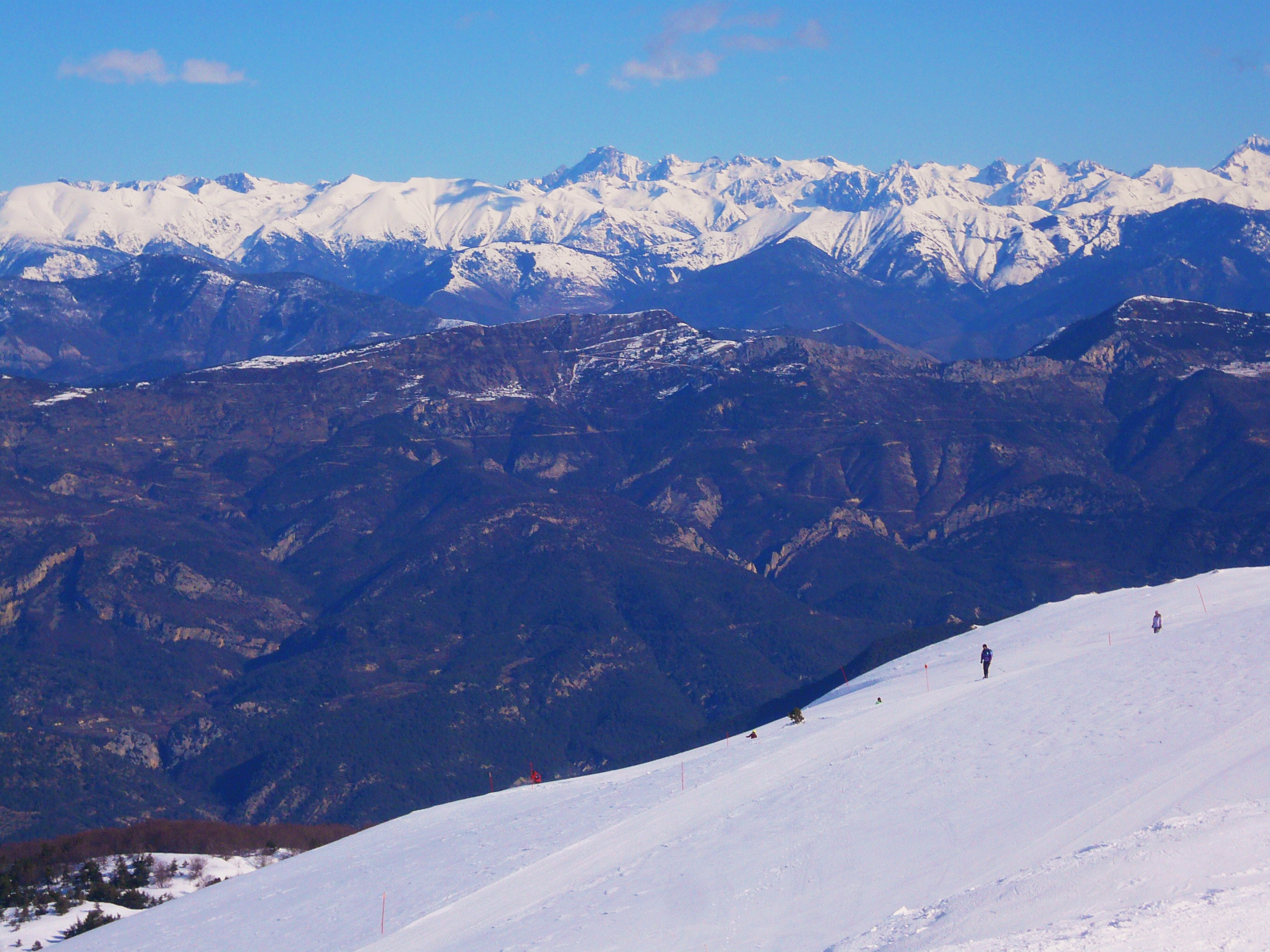
Blick vom Mont Cheiron nach Norden auf die Seealpen
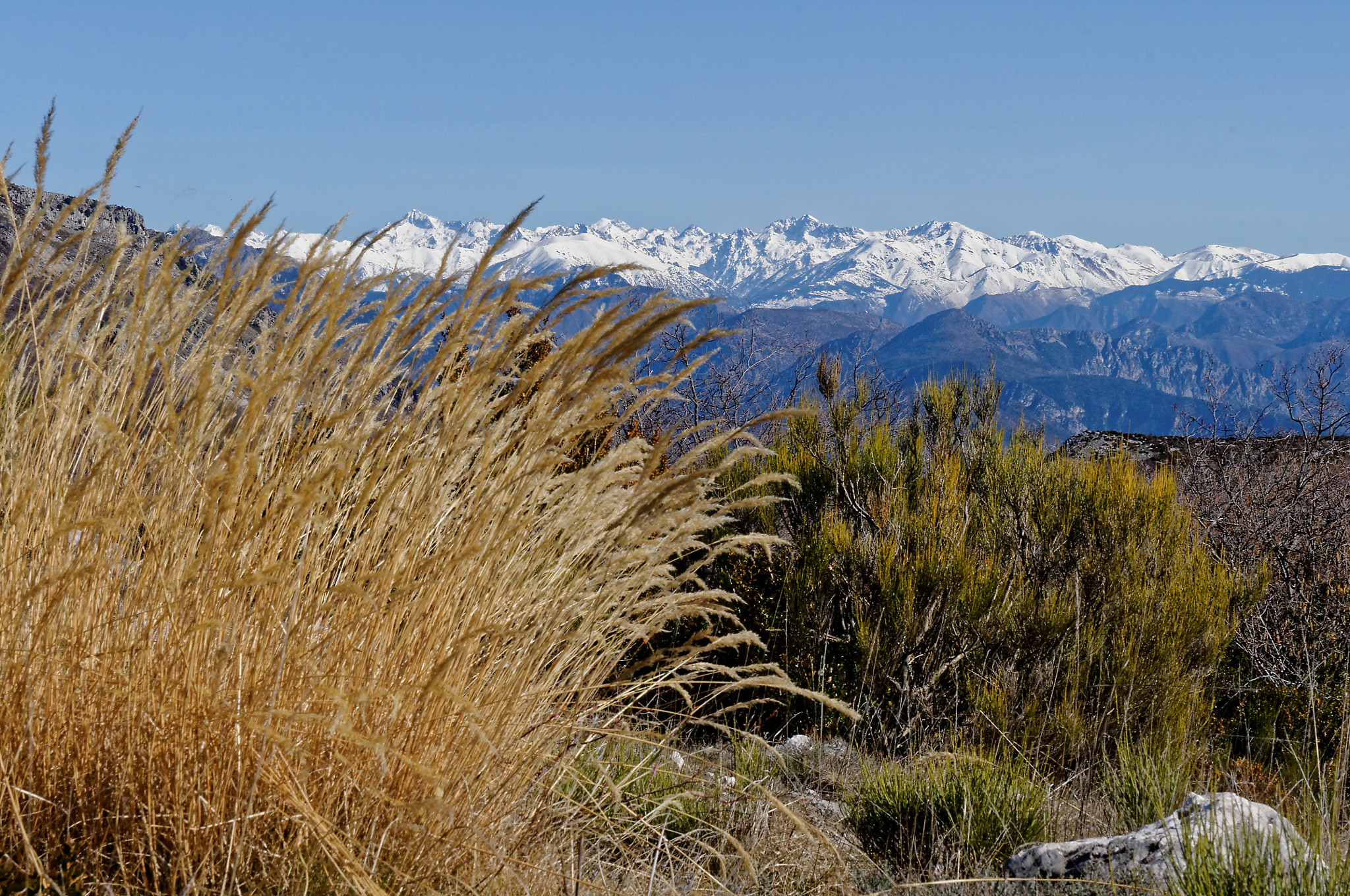
Blick von Bézaudun-les-Alpes auf das Mercantour-Massiv

### Stufe 5 – Das Tal des Estéron
Die Stufe 5 schließt nördlich an die Stufe 4 an. Das Gebiet umfasst den Verlauf des Flusses Estéron, der zwar im westlich angrenzenden Regionalen Naturpark Verdon entspringt, dann aber den hiesigen Naturpark durchquert und bei Saint-Martin-du-Var in den Var mündet. Die Tallandschaft fällt von etwa 1000 auf 200 Meter ab, ist stark bewaldet und bereichsweise agrarisch genutzt. An einigen Stellen durchbricht der Fluss Kalkbarrieren und bildet imposante Schluchten aus, wie Clue de Saint-Auban, Clue des Mujols, Clue d’Aiglun und Gorges de l’Estéron.

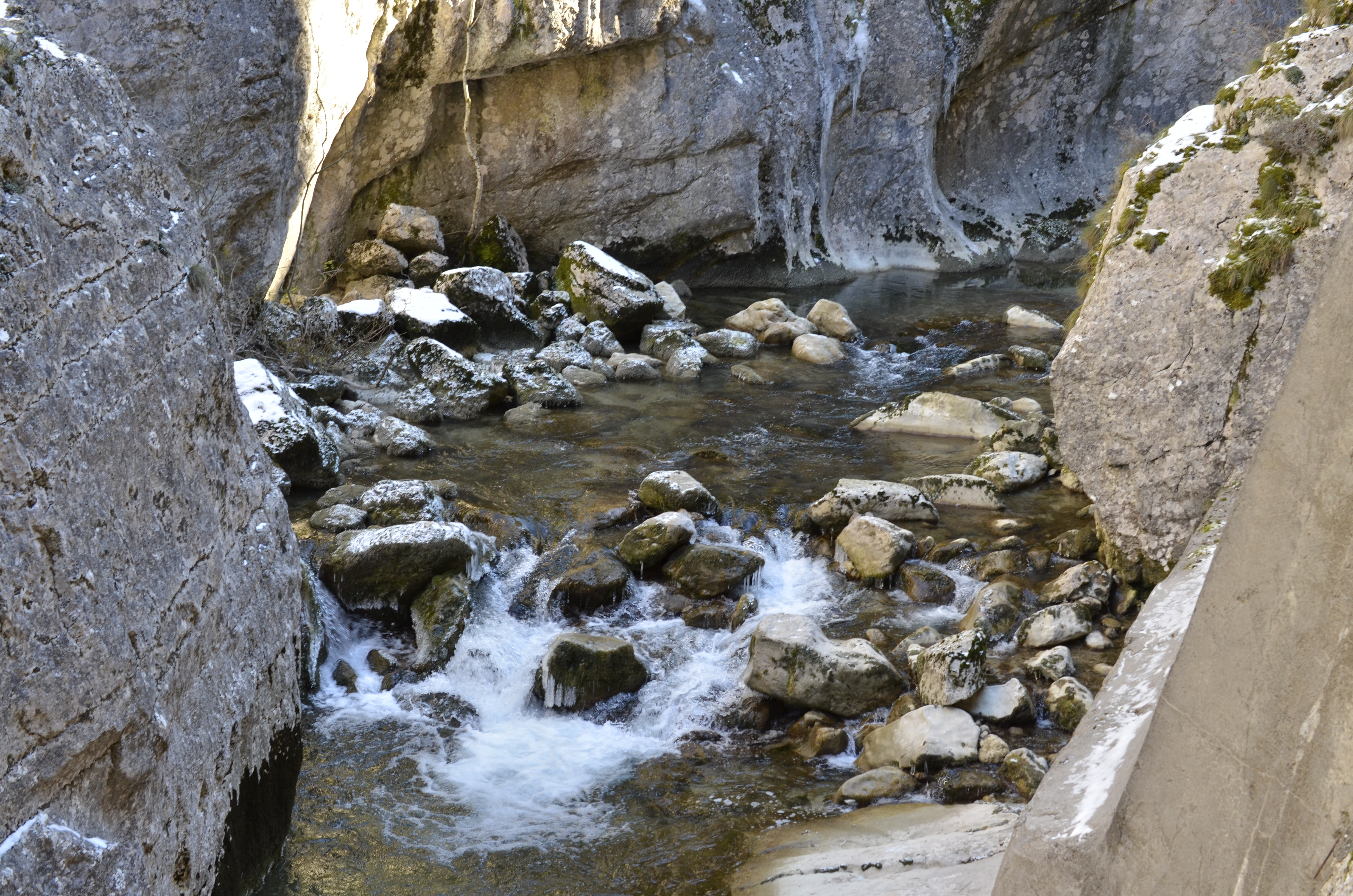
Der Fluss Estéron in der Schlucht Clue de Saint-Auban
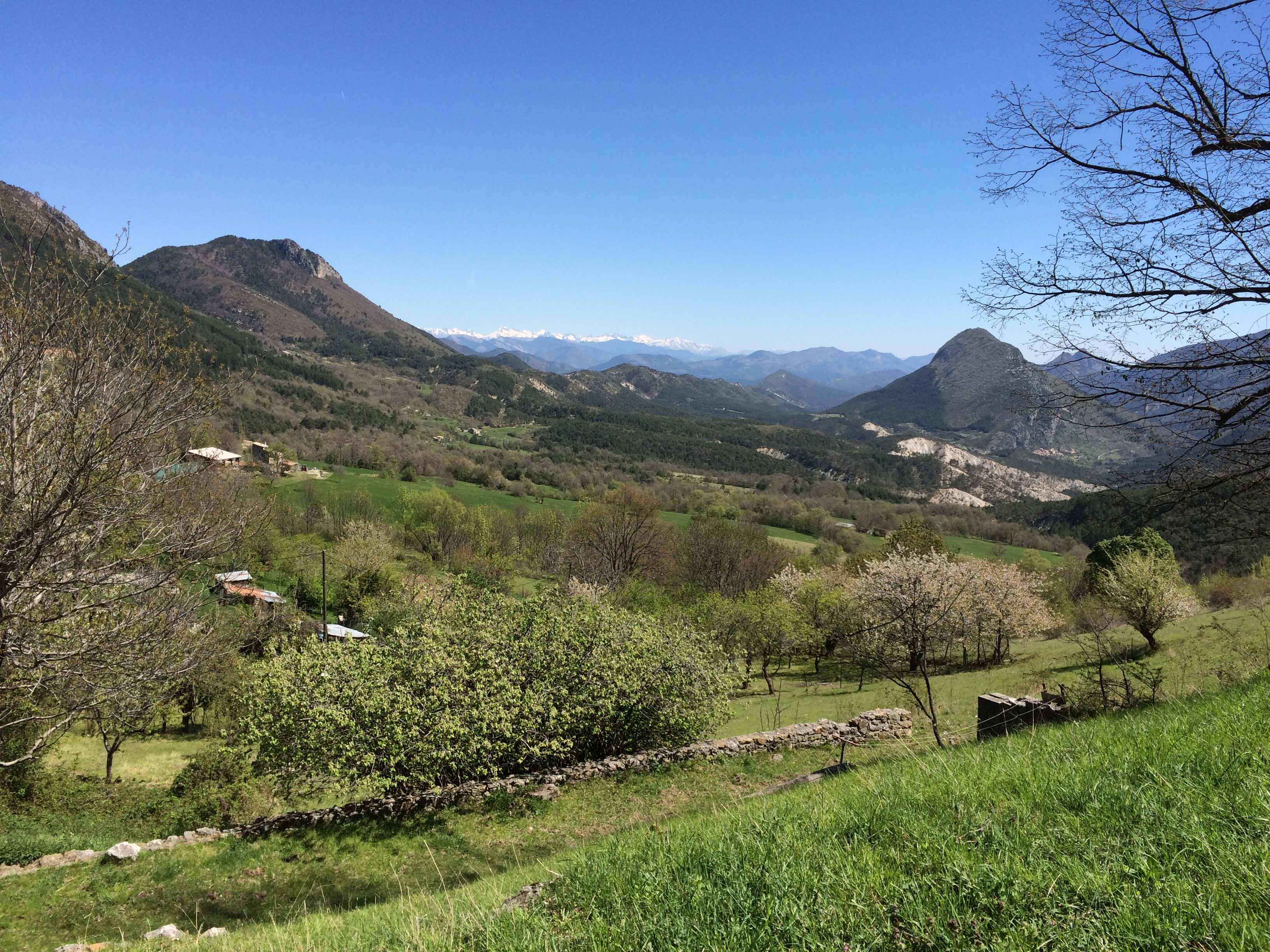
Das Flusstal bei Briançonnet
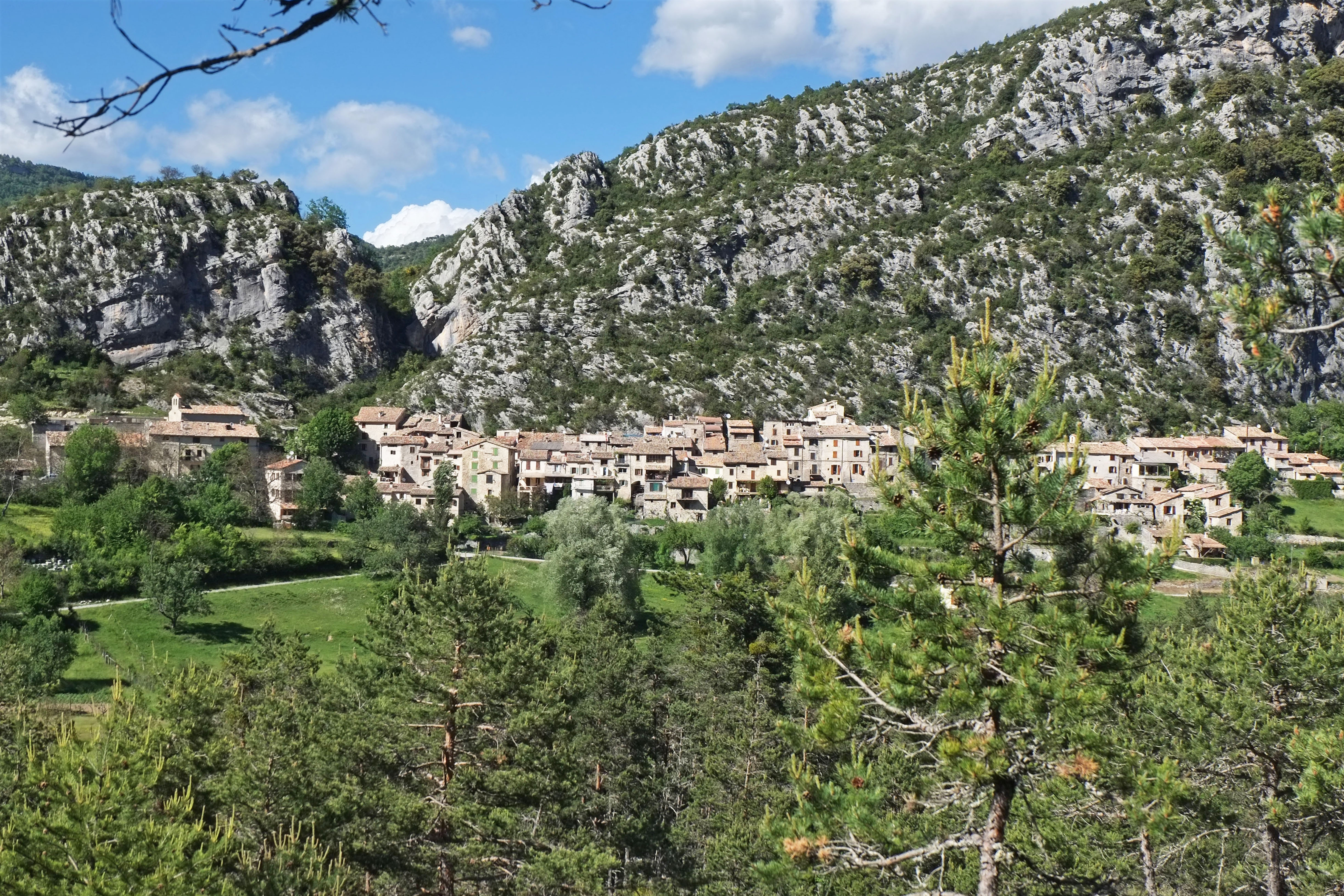
Blick auf Gars
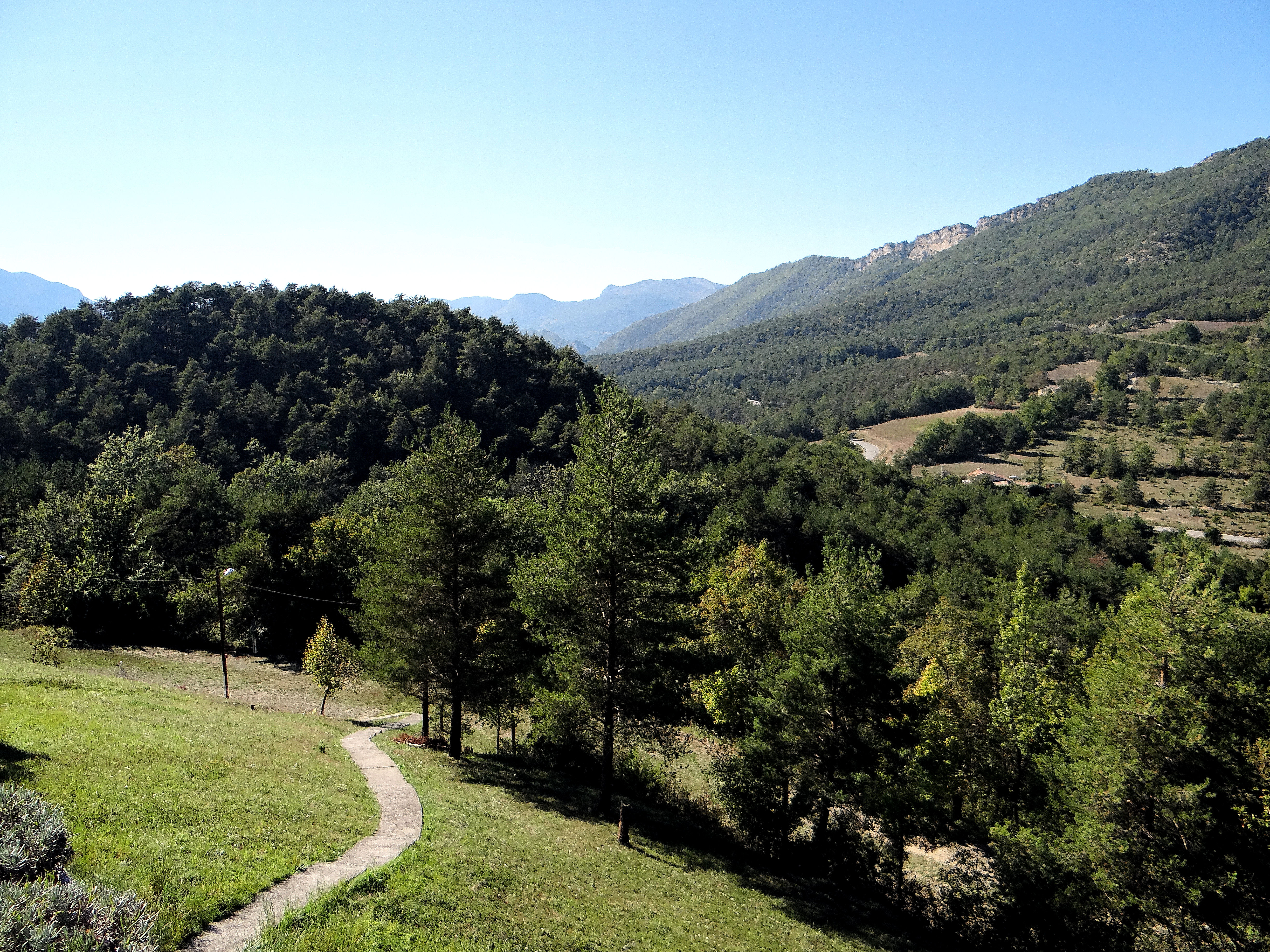
Die Gegend um Sallagriffon
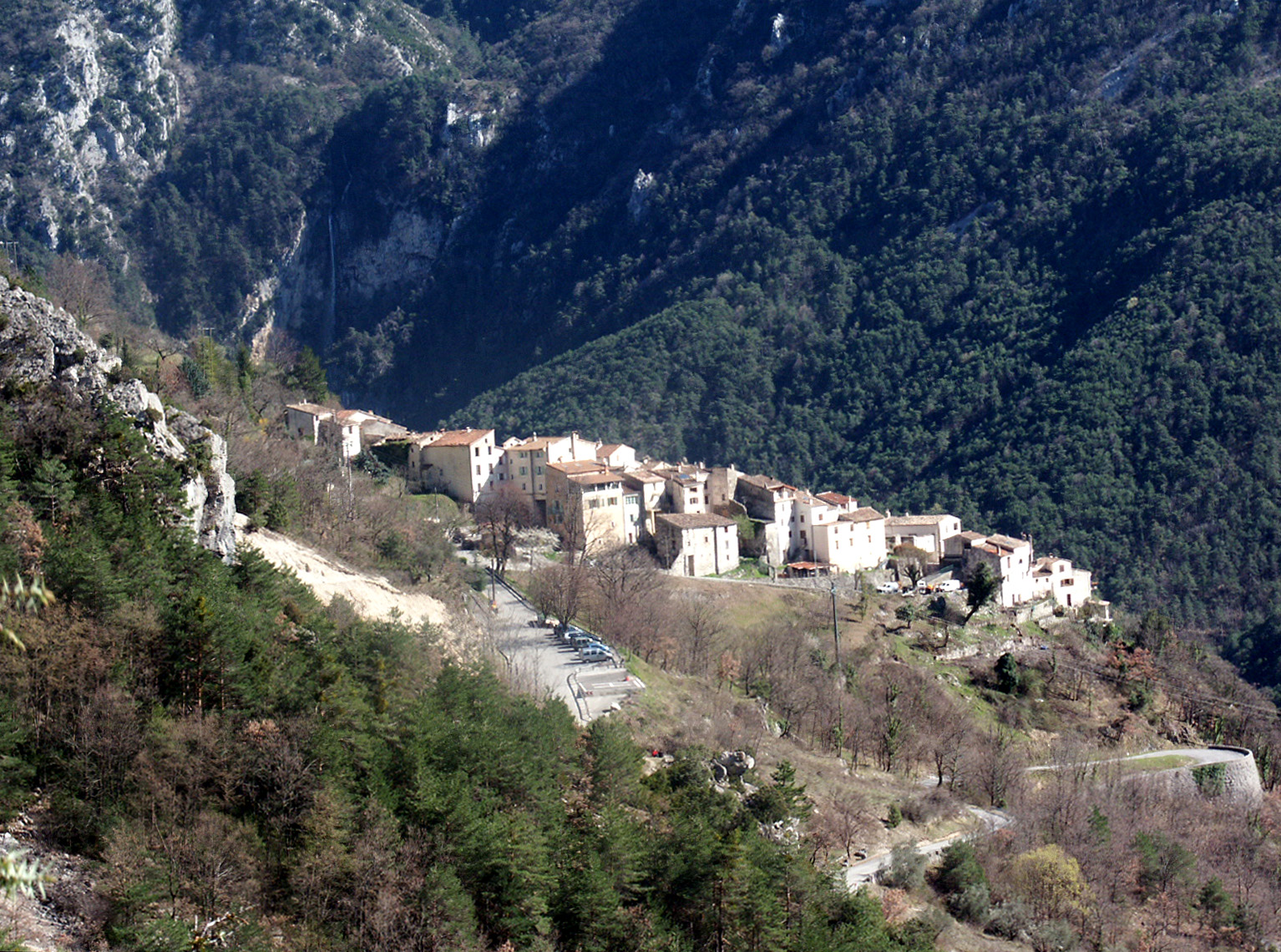
Aiglun mit der Schlucht Clue d’Aiglun
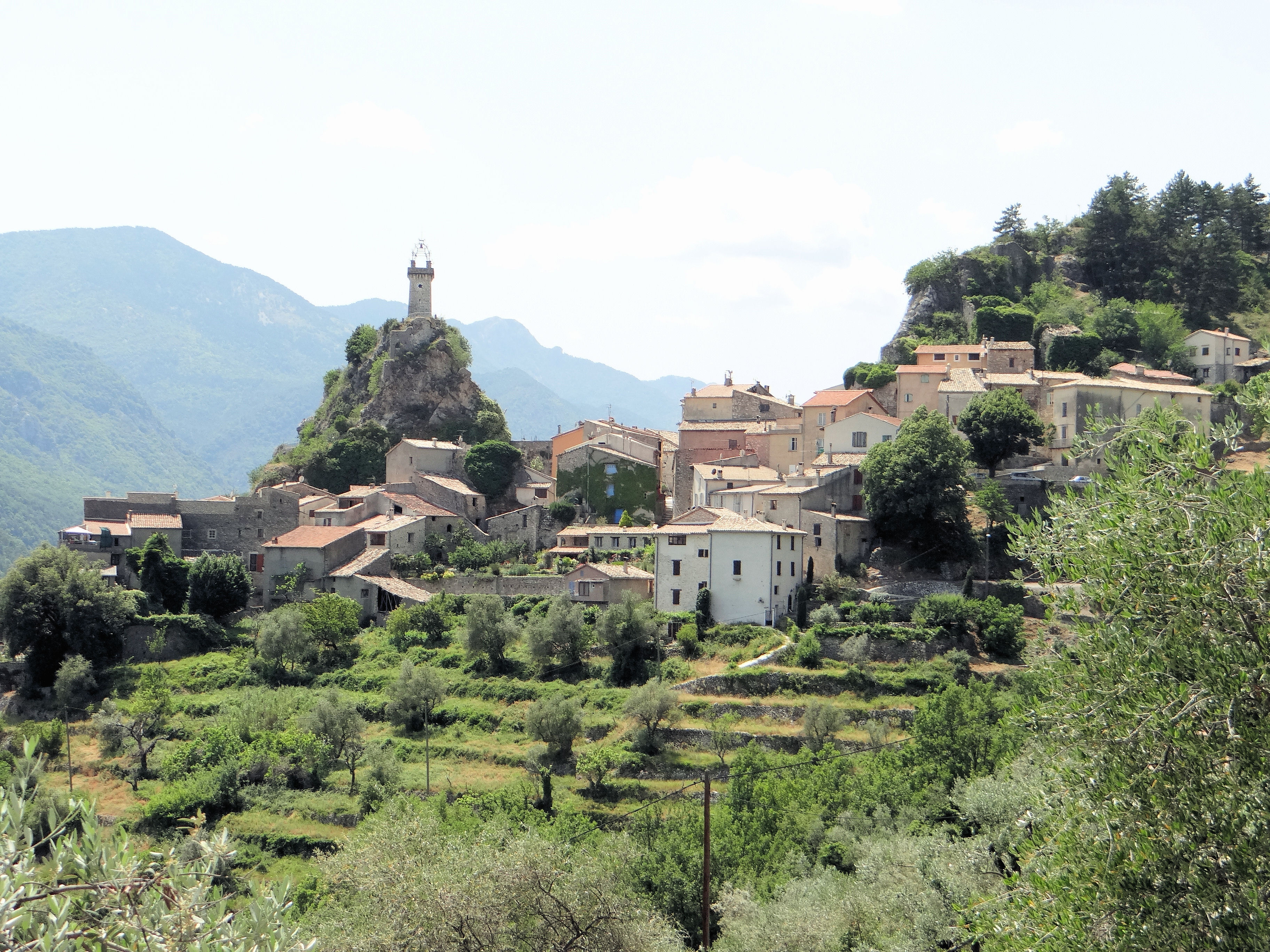
Blick auf den Ort Sigale
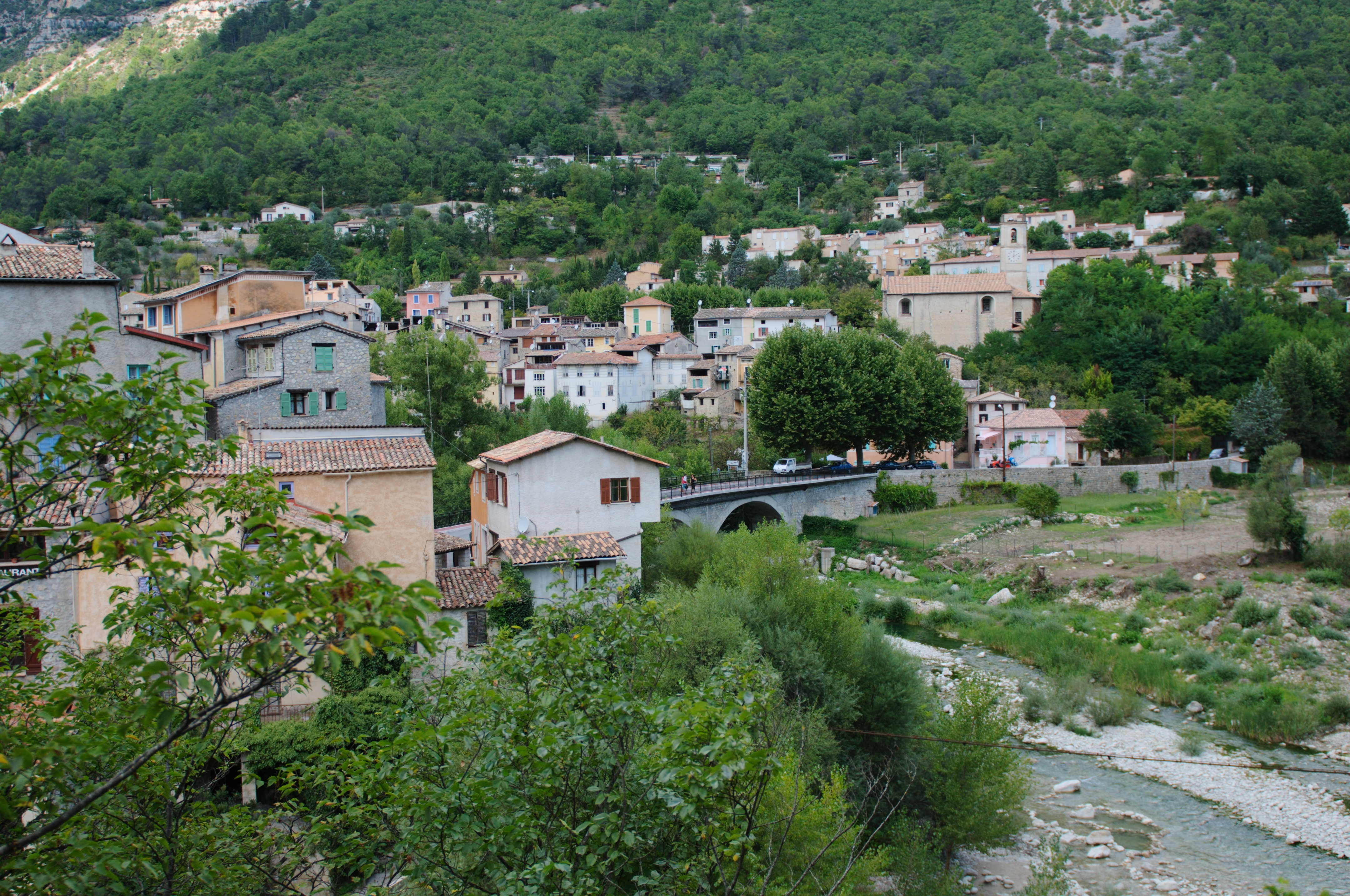
Der Estéron zwischen Roquestéron und La Roque-en-Provence
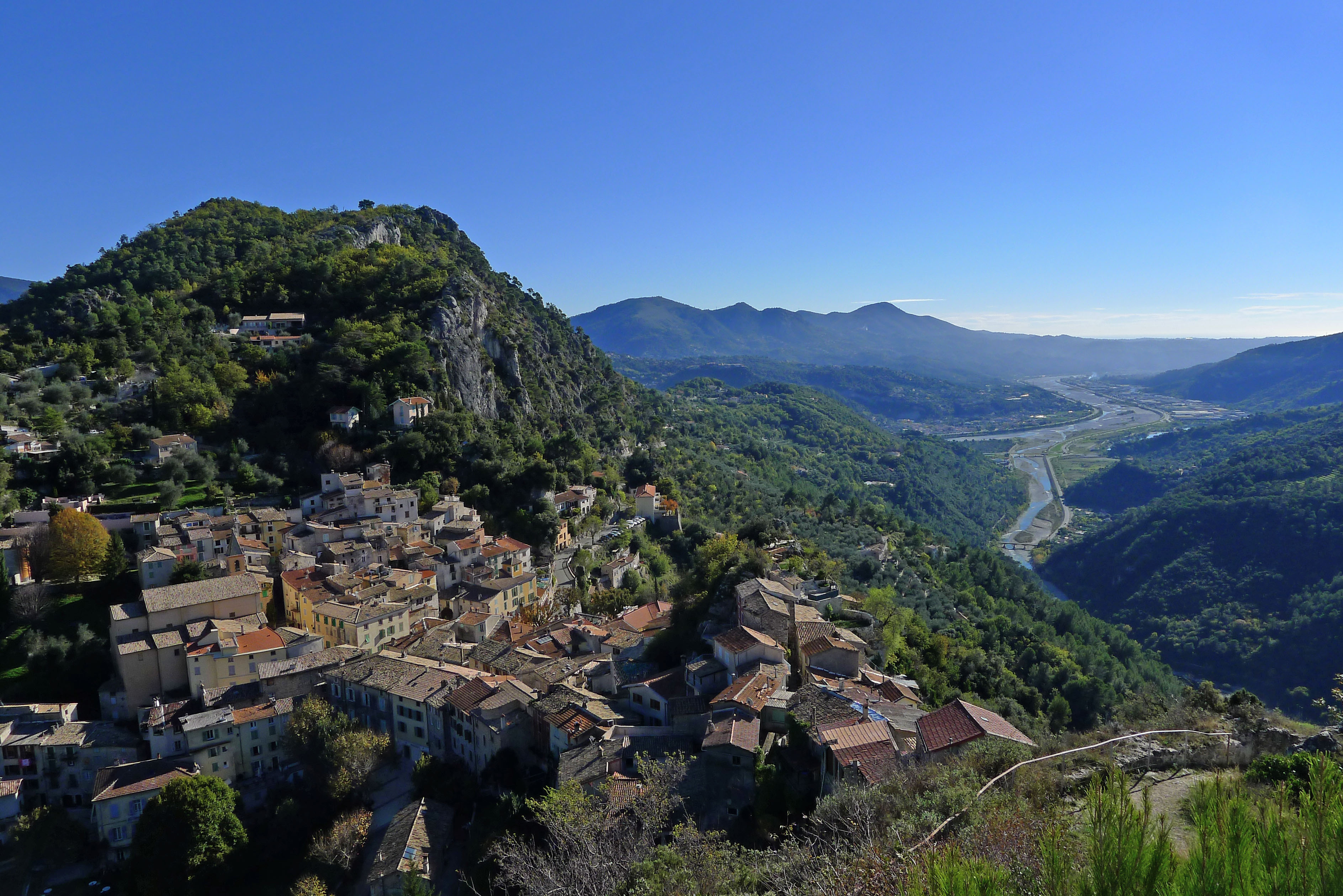
Gilette, Blick auf die Mündung des Estéron in den Var

### Stufe 6 – Das nördliche Grenzgebiet
Die Stufe 6 schließt im Nordosten an die Stufe 5 an. Die südliche Begrenzung sind mehrere Höhenzüge von rund 1000 Metern: Montagne des Miolans, Crête de Sauma Longa und Crête des Gauthiers. Das dahinter liegende Gelände – um etwa 700 Meter Höhe – ist stark bewaldet und steigt gegen Nordosten kontinuierlich an. Die dort befindlichen Bergrücken und Gipfel reichen von 1100 bis 1500 Meter: Montagne de Gourdan, Crête de Sainte-Marguerite, Mont Brune, Cime des Collettes, Cime de la Clappe und Mont Vial (1541 m). Sie stellen im Wesentlichen die nördliche Grenze des Naturparks dar, dahinter fällt das Gelände steil ins Var-Tal ab.

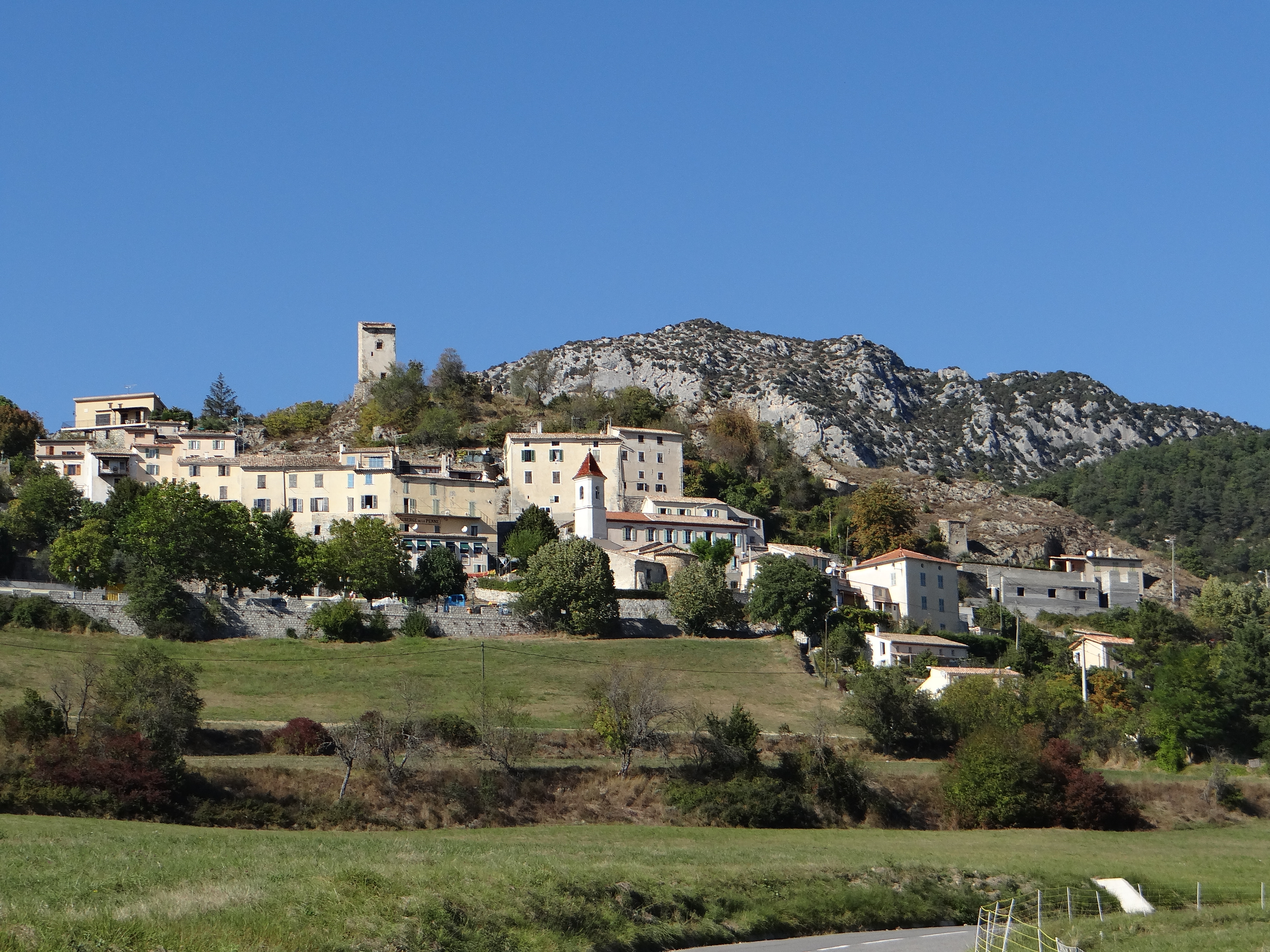
Blick auf La Penne mit der Crête de Sainte-Marguerite im Hintergrund
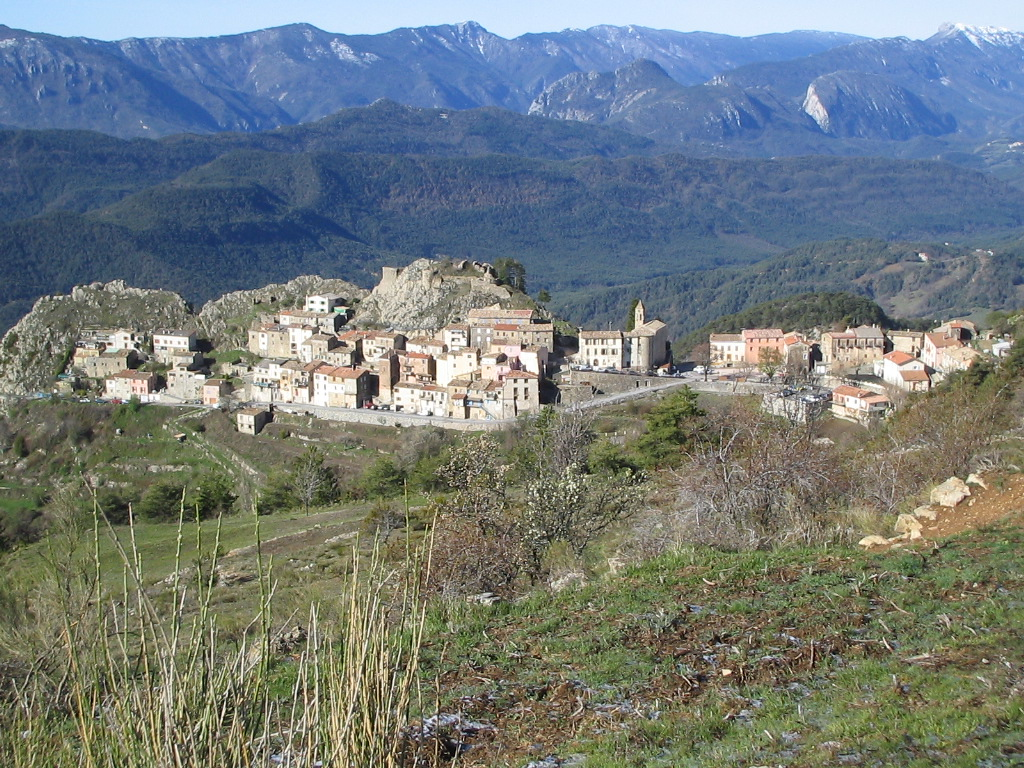
Ascros, Blickrichtung Südwest
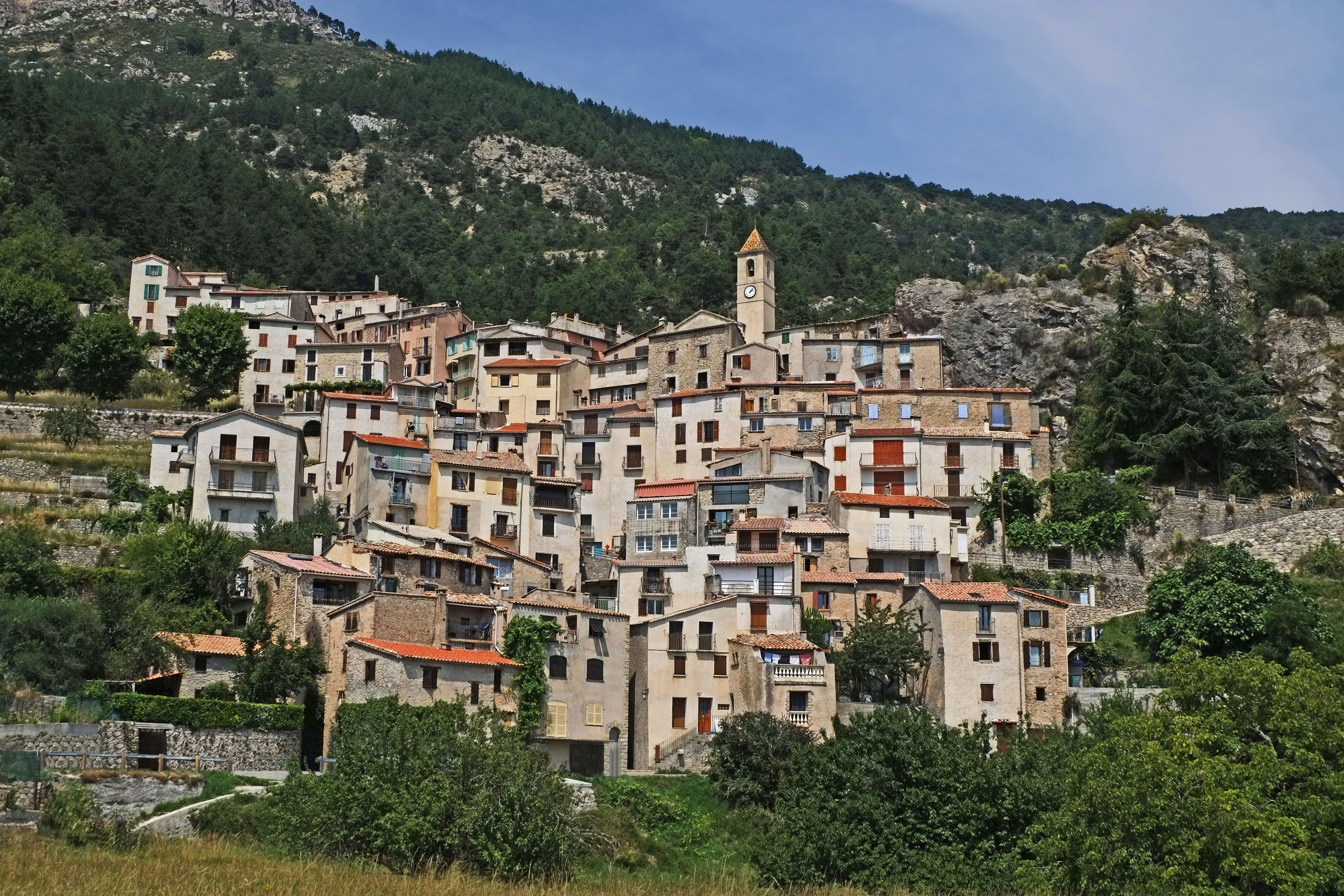
Toudon, Blickrichtung Nord
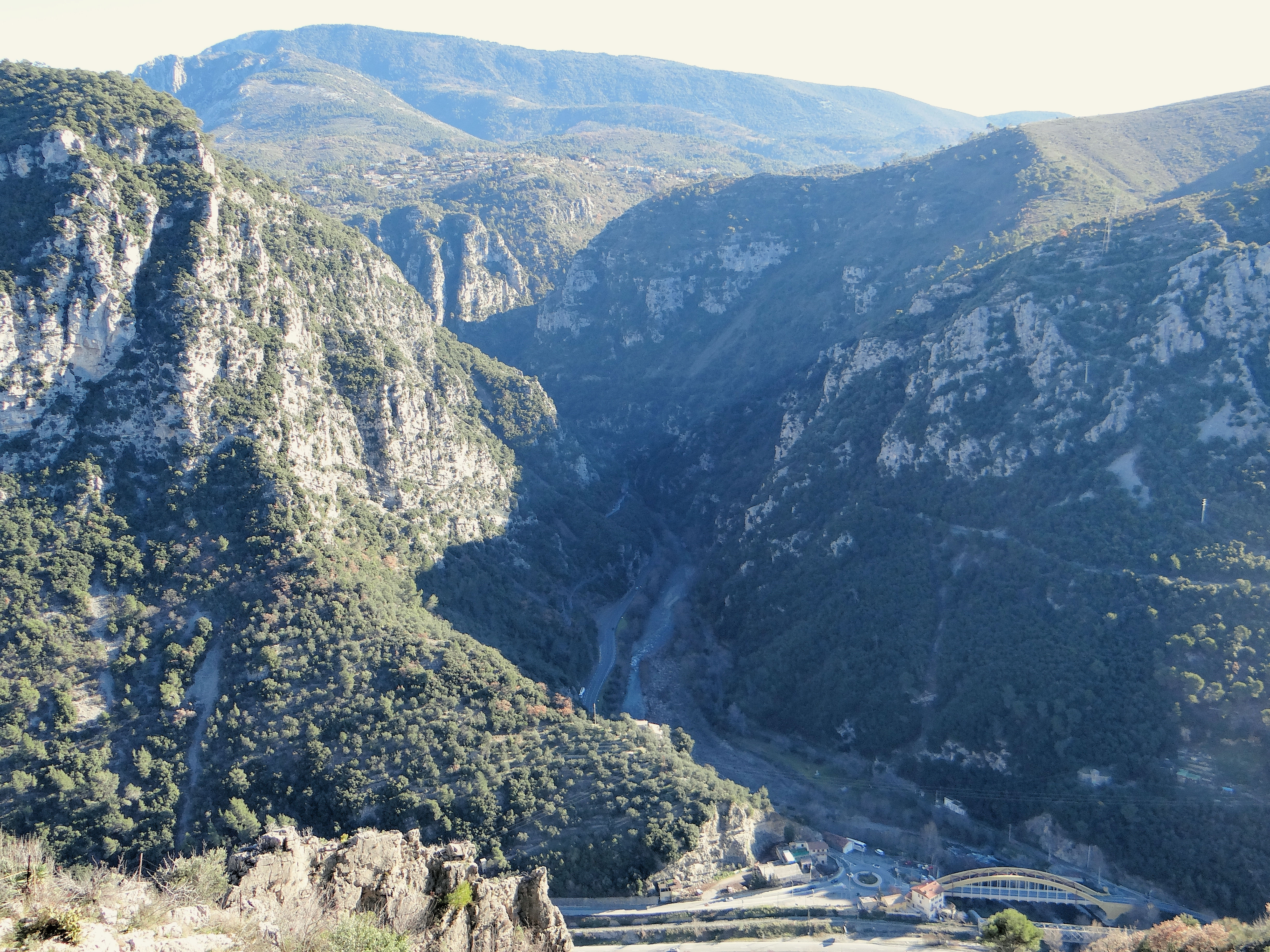
Blick von Bonson Richtung Osten ins Var-Tal mit der Mündung des Vésubie